# Aliats de la Segona Guerra Mundial

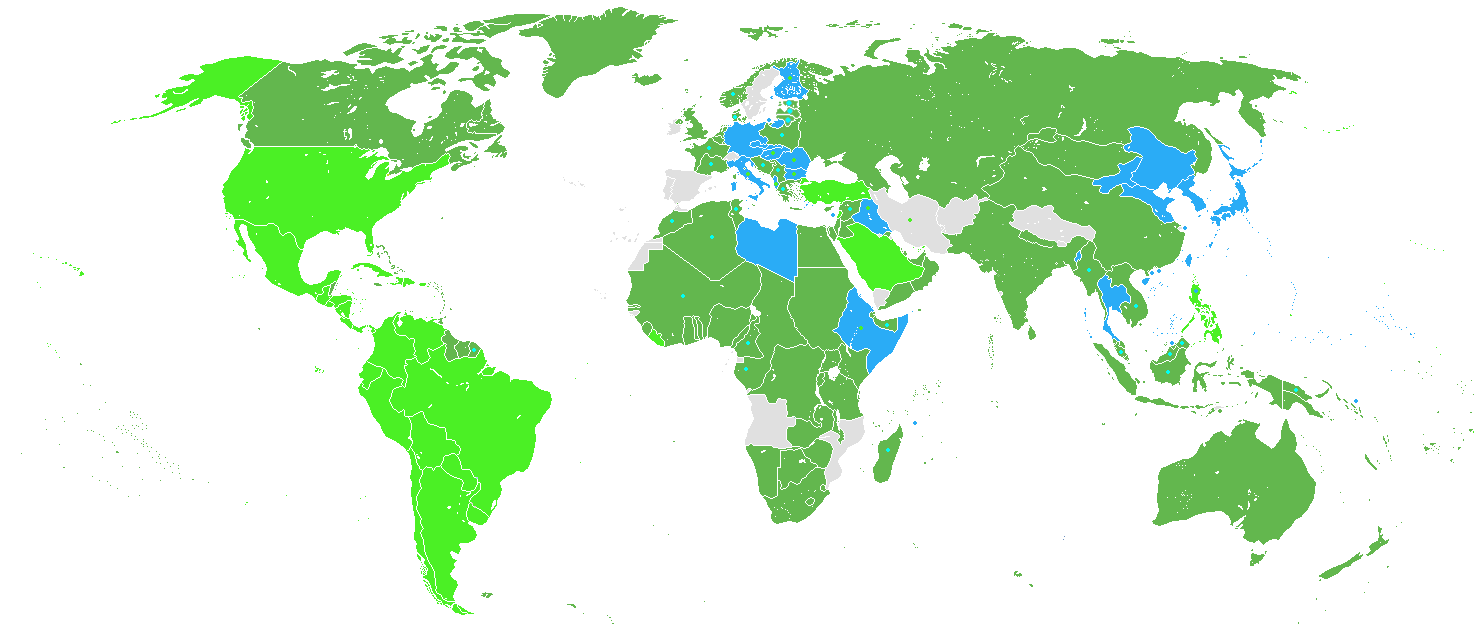
Mapa mundial amb els participants en la Segona Guerra Mundial
Potències de l'Eix
Aliats
Aliats després de l'atac a Pearl Harbor
Països neutrals

Els Aliats, més tard coneguts formalment com les Nacions Unides, van ser una coalició militar internacional formada durant la Segona Guerra Mundial (1939-1945) per oposar-se a les potències de l'Eix, dirigides per l'Alemanya nazi, l'Imperi del Japó i la Itàlia feixista. Els seus membres principals el 1941 eren el Regne Unit, els Estats Units, la Unió Soviètica i França.
La pertinença als aliats va variar durant el transcurs de la guerra. Quan el conflicte va esclatar l'1 de setembre de 1939, la coalició aliada estava formada per Polònia, el Regne Unit i França, així com les seves respectives dependències, com l'Índia britànica. Aviat se'ls van unir els dominis independents de la Commonwealth britànica: Canadà, Austràlia, Nova Zelanda i Sud-àfrica. En conseqüència, l'aliança inicial s'assemblava en gran manera a la de la Primera Guerra Mundial.
Quan les forces de l'Eix van començar a envair el nord d'Europa i els Balcans, els aliats van afegir els Països Baixos, Bèlgica, Noruega, Grècia i Iugoslàvia. La Unió Soviètica, que tenia un pacte de no-agressió amb Alemanya i es va unir a la seva invasió de Polònia, es va convertir en membre aliat el juny de 1941 després de l'Operació Barbarroja. Els Estats Units, mentre proporcionaven algun suport material als aliats europeus el setembre de 1940, l'esquema "Lend-Lease" no va començar fins al març de 1941, però, els Estats Units es van mantenir formalment neutrals fins al bombardeig japonès de Pearl Harbor el desembre de 1941, després de la qual va declarar la guerra i es va unir oficialment als aliats europeus. La Xina ja estava en guerra amb el Japó des de 1937, però es va unir formalment als aliats el desembre de 1941.
Els aliats estaven dirigits pels anomenats "Tres Grans" —el Regne Unit, la Unió Soviètica i els Estats Units—, que van ser els principals contribuents de mà d'obra, recursos i estratègia, jugant cadascun un paper clau per aconseguir la victòria.Una sèrie de conferències entre líders aliats, diplomàtics i oficials militars van anar configurant la composició de l'aliança, la direcció de la guerra i, finalment, l'ordre internacional de la postguerra. Les relacions entre el Regne Unit i els Estats Units van ser especialment estretes, amb la seva Carta Atlàntica bilateral que va constituir les bases de l'aliança.
Els aliats es van convertir en un grup formalitzat en la Declaració de les Nacions Unides l'1 de gener de 1942, que va ser signada per 26 nacions de tot el món; van anar des de potències menors allunyades de la guerra, fins a governs exiliats per l'ocupació de l'Eix. La Declaració va reconèixer oficialment els Tres Grans i la Xina com les "Quatre Potències", en reconeixement del seu paper central en el processament de la guerra; també se'ls va anomenar "la tutela dels poderosos" i més tard els "Quatre policies" de les Nacions Unides. Molts més països s'uneixen l'endemà i fins als darrers dies de la guerra, incloses les colònies i les antigues nacions de l'Eix.
Un cop acabada la guerra, els aliats i la Declaració que els lligava es convertirien en la base de les modernes Nacions Unides; un llegat durador de l'aliança són els membres permanents del Consell de Seguretat de l'ONU, que està format exclusivament per les principals potències aliades que van guanyar la guerra.

## Orígens
Els Aliats victoriosos de la Primera Guerra Mundial, que incloïen el que esdevindrien les potències aliades de la Segona Guerra Mundial, havien imposat dures condicions a les Potències Centrals oposades a la Conferència de Pau de París del 1919-1920. Alemanya es va molestar a la signatura del tractat de Versalles, que exigia que assumís tota la responsabilitat de la guerra, una part important del territori, i que pagués costoses reparacions, entre altres sancions. La República de Weimar, que es va formar al final de la guerra i que posteriorment va negociar el tractat, va veure trontollada la seva legitimitat, sobretot quan lluitava per governar una economia molt debilitada i humiliada la població.
El crack de Wall Street de 1929 i la Gran Depressió que va seguir va provocar disturbis polítics a tot Europa, especialment a Alemanya, on els nacionalistes revanxistes van culpar la gravetat de la crisi econòmica al Tractat de Versalles. El partit d'extrema dreta nazi dirigit per Adolf Hitler, que s'havia format poc després del tractat de pau, va explotar el creixent ressentiment popular i la desesperació per convertir-se en el moviment polític dominant a Alemanya; el 1933 van guanyar el poder i van establir ràpidament un règim totalitari conegut com el Tercer Reich. El règim nazi va exigir l'anul·lació immediata del tractat de Versalles i va reclamar sobre Àustria i els territoris amb població alemanya de Txecoslovàquia. La probabilitat de guerra era elevada, però cap de les principals potències tenia la gana d'un altre conflicte; molts governs van intentar alleujar les tensions mitjançant estratègies no militars com ara l'apaivagament.
El Japó, que havia estat una principal potència aliada a la Primera Guerra Mundial, havia esdevingut des de llavors cada vegada més militarista i imperialista; paral·lelament a Alemanya, el sentiment nacionalista va augmentar al llarg dels anys vint, i va culminar amb la invasió de Manxúria el 1931. La Societat de les Nacions va condemnar fermament l'atac com un acte d'agressió contra la Xina; el Japó va respondre abandonant la Lliga el 1933. La segona guerra sino-japonesa va esclatar el 1937 amb la invasió japonesa a gran escala de la Xina. La Societat de les Nacions va condemnar les accions del Japó i va iniciar sancions; els Estats Units, que havien intentat negociar pacíficament la pau a Àsia, es van enfadar especialment per la invasió i van intentar donar suport a la Xina.
Al març de 1939, Alemanya es va fer càrrec de Txecoslovàquia, només sis mesos després de la signatura de l'Acord de Múnic, que pretenia apaivagar Hitler cedint les zones frontereres alemanyes, principalment ètniques, de Txecoslovàquia; si bé la major part d'Europa havia celebrat l'acord com una victòria important per a la pau, l'aparició oberta dels seus termes va demostrar el fracàs de l'apaivagament. Gran Bretanya i França, que havien estat els principals defensors de l'apaivagament, van decidir que Hitler no tenia intenció de mantenir acords diplomàtics i van respondre preparant-se per a la guerra. El 31 de març de 1939, Gran Bretanya va formar l'aliança militar anglo-polonesa en un esforç per evitar un imminent atac alemany contra Polònia; els francesos també tenien una llarga tradició d'aliança amb Polònia des del 1921. La Unió Soviètica, que havia estat aïllada diplomàticament i econòmicament per gran part del món, havia buscat una aliança amb les potències occidentals, però Hitler va prevenir una possible guerra amb Stalin signant el pacte de no-agressió nazi-soviètic a l'agost de 1939. A més, per evitar una guerra de dos fronts que havia atacat les seves forces durant l'última guerra mundial, l'acord va dividir secretament els estats independents d'Europa central i oriental entre les dues potències i va assegurar el subministrament adequat de petroli per a la màquina de guerra alemanya.
L'1 de setembre de 1939, Alemanya va envair Polònia; dos dies després, Gran Bretanya i França van declarar la guerra a Alemanya. Aproximadament dues setmanes després de l'atac d'Alemanya, la Unió Soviètica va envair Polònia des de l'est. Gran Bretanya i França van establir el Consell Suprem de Guerra anglo-francès per coordinar les decisions militars. Un govern polonès a l'exili es va establir a Londres, junt amb centenars de milers de soldats polonesos, que seguirien sent una nació aliada fins al final. Després d'un tranquil hivern, Alemanya va començar la seva invasió d'Europa occidental l'abril de 1940, derrotant ràpidament Dinamarca, Noruega, Bèlgica, els Països Baixos i França; totes les nacions ocupades establirien posteriorment un govern a l'exili a Londres, amb la contribució de cadascun a un contingent de tropes fugides. No obstant això, aproximadament un any després de la violació d'Alemanya de l'Acord de Múnic, Gran Bretanya i el seu Imperi es van mantenir sols contra Hitler i Mussolini.

## Formació de la "Gran Aliança"
Abans que fossin aliats formalment, el Regne Unit i els Estats Units havien cooperat de diverses maneres, sobretot a través de l'acord de destructors per bases del setembre de 1940 i el programa americà de préstec i arrendament, que proporcionava la Gran Bretanya i el Soviet Unió amb material de guerra a partir de l'octubre de 1941. La Commonwealth britànica i, en menor mesura, la Unió Soviètica van correspondre amb un programa de contracte de préstec i arrendament invers més petit.
La primera reunió inter-aliada va tenir lloc a Londres a principis de juny de 1941 entre el Regne Unit, els quatre dominis britànics co-bel·ligerants (Canadà, Austràlia, Nova Zelanda i Sud-àfrica), els vuit governs a l'exili (Bèlgica, Txecoslovàquia, Grècia, Luxemburg, Països Baixos, Noruega, Polònia, Iugoslàvia) i la França Lliure. La reunió va culminar amb la Declaració del Palau de St James, que establia una primera visió per al món de la postguerra.
El juny de 1941, Hitler va trencar l'acord de no-agressió amb Stalin i les forces de l'Eix van envair la Unió Soviètica, que en conseqüència va declarar la guerra a Alemanya i els seus aliats. Gran Bretanya va acordar una aliança amb la Unió Soviètica al juliol, amb les dues nacions compromeses a ajudar-se mútuament per qualsevol mitjà i a no negociar mai una pau separada. L'agost següent va tenir lloc la Conferència de l'Atlàntic entre el president nord-americà Franklin Roosevelt i el primer ministre britànic Winston Churchill, que va definir una visió angloamericana comuna del món de la postguerra, tal com va formalitzar la Carta de l'Atlàntic.
A la Segona Reunió entre Aliats celebrada a Londres el setembre de 1941, els vuit governs europeus a l'exili, juntament amb la Unió Soviètica i representants de les Forces Franceses Lliures, van adoptar per unanimitat l'adhesió als principis comuns de la política establerts a la Carta de l'Atlàntic. Al desembre, el Japó va atacar els territoris nord-americans i britànics a Àsia i el Pacífic, cosa que va provocar que els Estats Units entressin formalment a la guerra com a potència aliada. Poc després, la Xina va declarar la guerra a totes les potències de l'Eix a causa de l'agressió japonesa.
A finals de 1941 ja s'havien format les línies principals de la Segona Guerra Mundial. Churchill es va referir a la "Gran Aliança" del Regne Unit, els Estats Units i la Unió Soviètica, que junts van jugar el paper més important en processar la guerra. L'aliança era en gran manera una de les comoditats de cada membre: el Regne Unit es va adonar que les potències de l'Eix no només amenaçaven les seves colònies del nord d'Àfrica i Àsia, sinó també la pàtria. Els Estats Units van considerar que s'havia de contenir l'expansió japonesa i alemanya, però van descartar la força fins a l'atac del Japó. La Unió Soviètica, havent estat traïda per l'atac de l'Eix el 1941, va menysprear molt la bel·ligerància alemanya i l'expansió japonesa incontestable a l'est, sobretot tenint en compte la seva derrota en guerres anteriors amb el Japó; els soviètics també van reconèixer, com havien suggerit els Estats Units i la Gran Bretanya, els avantatges d'una guerra de dos fronts.

### Els tres grans

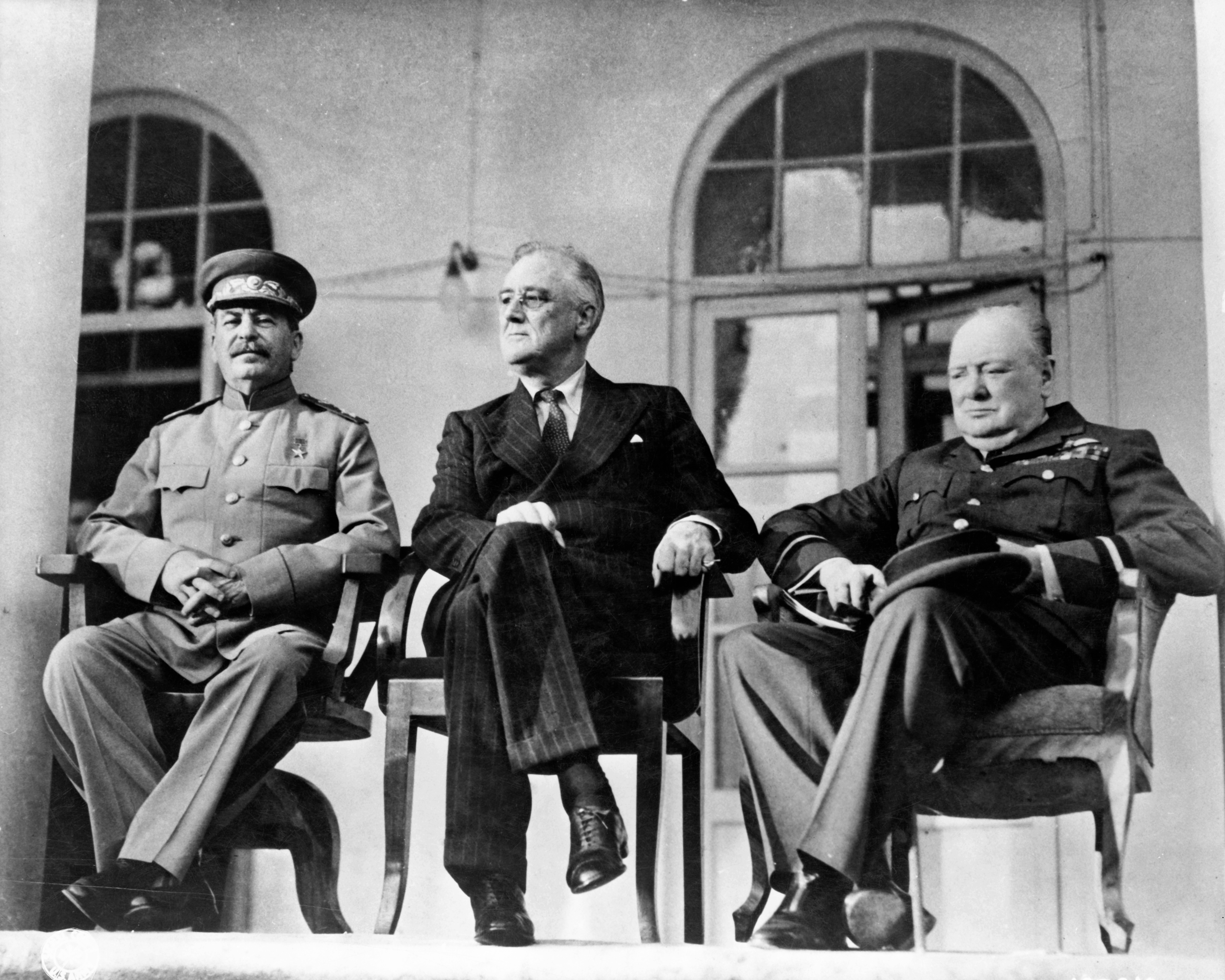
"Els tres grans": Ióssif Stalin, Franklin D. Roosevelt i Winston Churchill es troben a Teheran el 1943.

Franklin D. Roosevelt, Winston Churchill i Joseph Stalin eren els tres grans líders. Van estar en contacte freqüent a través d'ambaixadors, màxims generals, ministres d'Exteriors i emissaris especials com el nord-americà Harry Hopkins. Sovint també se l'anomena "Aliança estranya", perquè unia els líders del major estat capitalista del món (els Estats Units), el major estat socialista (la Unió Soviètica) i la major potència colonial (el Regne Unit).
Les relacions entre ells van donar lloc a les principals decisions que van configurar l'esforç bèl·lic i van planejar el món de la postguerra. La cooperació entre el Regne Unit i els Estats Units va ser especialment estreta i va incloure la formació d'un Cap d'Estat Major combinat.
Hi va haver nombroses conferències d'alt nivell; en total Churchill va assistir a 14 reunions, Roosevelt 12 i Stalin 5. Les més visibles van ser les tres conferències de la cimera que van reunir els tres màxims líders. La política aliada cap a Alemanya i Japó va evolucionar i desenvolupar-se en aquestes tres conferències
- Conferència de Teheran (nom en clau "Eureka") - primera reunió de Els Tres Grans (28 de novembre de 1943 - 1 de desembre de 1943)
- Conferència de Yalta (nom en clau "Argonaut") - segona reunió de Els Tres Grans (4-11 de febrer de 1945)
- Conferència de Potsdam (nom en clau "Terminal") - tercera i última reunió de Els Tres Grans (Truman ha pres el relleu a Roosevelt, el 17 de juliol al 2 d'agost de 1945)

### Tensions
Hi va haver moltes tensions entre els líders dels tres grans, tot i que no van ser suficients per trencar l'aliança durant la guerra.
El 1942 Roosevelt va proposar convertir-se, juntament amb la Xina, en els "Quatre policies" de la pau mundial. Tot i que les "quatre potències" es van reflectir en la redacció de la Declaració de les Nacions Unides, la proposta de Roosevelt no va ser inicialment recolzada per Churchill ni Stalin.
La divisió va sorgir durant el temps que van prendre els aliats occidentals per establir un segon front a Europa. Stalin i els soviètics van utilitzar l'ocupació potencial del segon front com a "prova àcida" per a les seves relacions amb les potències anglo-americanes. Els soviètics es van veure obligats a utilitzar la major quantitat de mà d'obra possible en la lluita contra els alemanys, mentre que els Estats Units tenien el luxe de flexionar el poder industrial, però amb la "despesa mínima possible de vides nord-americanes." Roosevelt i Churchill van obrir fronts terrestres al nord d'Àfrica el 1942 i a Itàlia el 1943, i van llançar un atac aeri massiu contra Alemanya, però Stalin continuava desitjant més.
Tot i que els Estats Units tenien una relació tensa amb l'URSS a la dècada de 1920, les relacions es van normalitzar el 1933. Els termes originals del préstec-arrendament es van modificar amb els soviètics, per alinear-los amb els termes britànics. Els Estats Units ara esperen interès amb l'amortització dels soviètics, després de l'inici de la Operació Barbarroja, a la fi de la guerra, els Estats Units no estaven buscant per donar suport a qualsevol "els esforços de reconstrucció de la postguerra soviètics", que amb el temps manifestat al Pla Mòlotov. A la conferència de Teheran, Stalin va jutjar que Roosevelt era un "pes lleuger en comparació amb el més formidable Churchill". Durant les reunions del 1943 al 1945, hi va haver disputes sobre la llista creixent de demandes de l'URSS.
Les tensions van augmentar encara més quan Roosevelt va morir i el seu successor Harry Truman va rebutjar les demandes presentades per Stalin. Roosevelt volia minimitzar aquestes tensions ideològiques. Roosevelt va sentir que "entenia la psicologia de Stalin", afirmant que "Stalin estava massa ansiós per demostrar un punt ... patia un complex d'inferioritat."

## Les Nacions Unides

### Quatre policies
Durant el desembre de 1941, Roosevelt va idear el nom de "Nacions Unides" per als aliats i Churchill va acordar-ho. Va referir-se als Tres Grans i a la Xina com els "Quatre policies" repetidament des de 1942.

### Declaració de les Nacions Unides
L'aliança es va formalitzar a la Declaració de les Nacions Unides signada l'1 de gener de 1942. Hi havia els 26 signants originals de la declaració; els quatre grans es van classificar en primer lloc:
| - Estats Units - Regne Unit - Unió Soviètica - Xina - Austràlia - Bèlgica - Canadà - Costa Rica - Cuba | - Txecoslovàquia - República Dominicana - El Salvador - Grècia - Guatemala - Haití - Hondures - Índia britànica - Luxemburg | - Països Baixos - Nova Zelanda - Nicaragua - Noruega - Panamà - Polònia - Sud-àfrica - Iugoslàvia |

### L'Aliança creix
Les Nacions Unides van començar a créixer immediatament després de la seva formació. El 1942, Mèxic, Filipines i Etiòpia es van adherir a la declaració. Les forces britàniques havien restituït la independència d'Etiòpia després de la derrota italiana el 1941. Les Filipines, encara propietat de Washington però concedides el reconeixement diplomàtic internacional, es van permetre unir-se el 10 de juny malgrat la seva ocupació pel Japó.
El 1943, l'Iraq, l'Iran, el Brasil, Bolívia i Colòmbia van signar la Declaració. Un tractat d'aliança tripartit amb la Gran Bretanya i l'URSS va formalitzar l'assistència de l'Iran als aliats. A Rio de Janeiro, el dictador brasiler Getúlio Vargas era considerat proper a les idees feixistes, però es va unir de manera realista a les Nacions Unides després dels seus èxits evidents.
El 1944, Libèria i França van signar. La situació francesa estava molt confosa. Les forces franceses lliures només van ser reconegudes per Gran Bretanya, mentre que els Estats Units van considerar la França de Vichy com el govern legal del país fins a l'Operació Overlord, mentre també preparaven francs d'ocupació dels Estats Units. Winston Churchill va instar Roosevelt a restablir França a la seva condició de gran potència després de l'alliberament de París a l'agost de 1944; el primer ministre temia que després de la guerra, Gran Bretanya pogués seguir sent l'única gran potència d'Europa que s'enfrontava a l'amenaça comunista, tal com va ser el 1940 i el 1941 contra el nazisme.
Durant la primera part de 1945, Perú, Xile, Paraguai, Veneçuela, Uruguai, Turquia, Egipte, Aràbia Saudita, Líban, Síria (aquestes dues darreres colònies franceses havien estat declarades estats independents per les tropes d'ocupació britàniques, malgrat les protestes de Pétain i posteriorment De Gaulle) i l'Equador es van convertir en signants. Ucraïna i Belarús, que no eren estats independents sinó parts de la Unió Soviètica, van ser acceptades com a membres de les Nacions Unides com una manera de proporcionar una major influència a Stalin, que només tenia Iugoslàvia com a soci comunista de l'aliança.

## Principals estats combatents afiliats

### Regne Unit

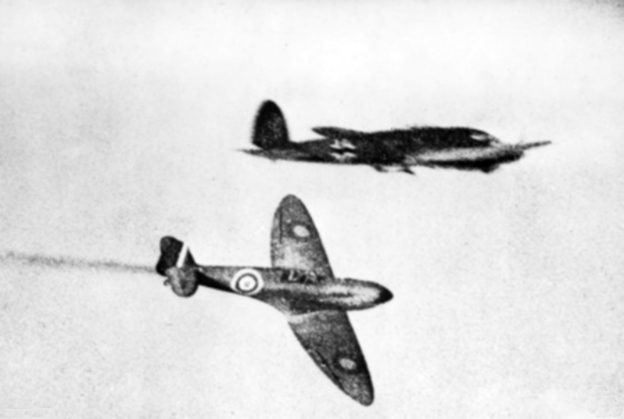
Avió de caça britànic Supermarine Spitfire (inferior) sobrevolant un avió bombarder alemany Heinkel He 111 (superior) durant la batalla d'Anglaterra el 1940

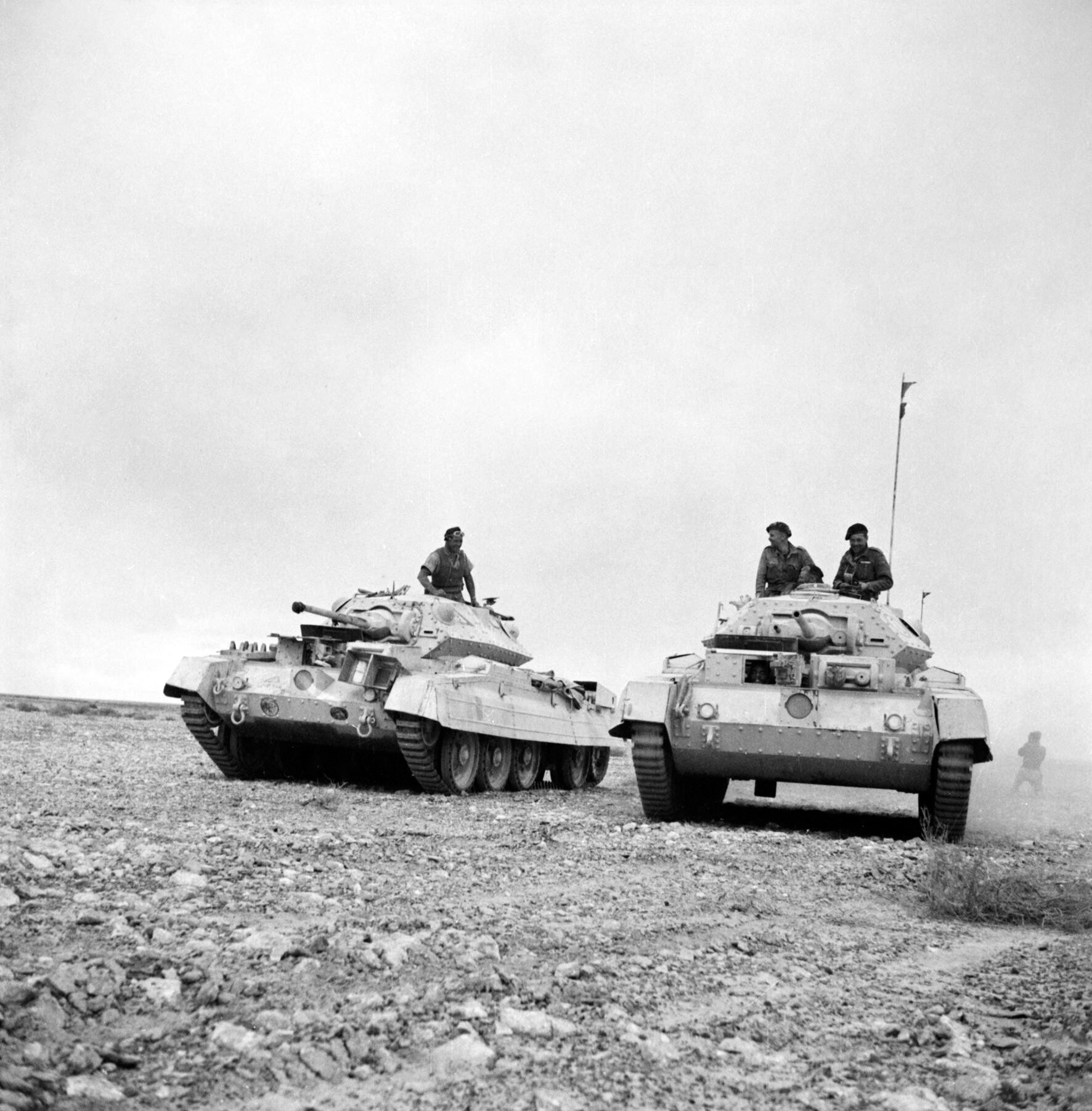
Tancs crusaders britànics durant la campanya nord-africana

Portaavions britànic HMS Ark Royal atacat per avions italians durant la batalla del cap Spartivento (27 de novembre de 1940)

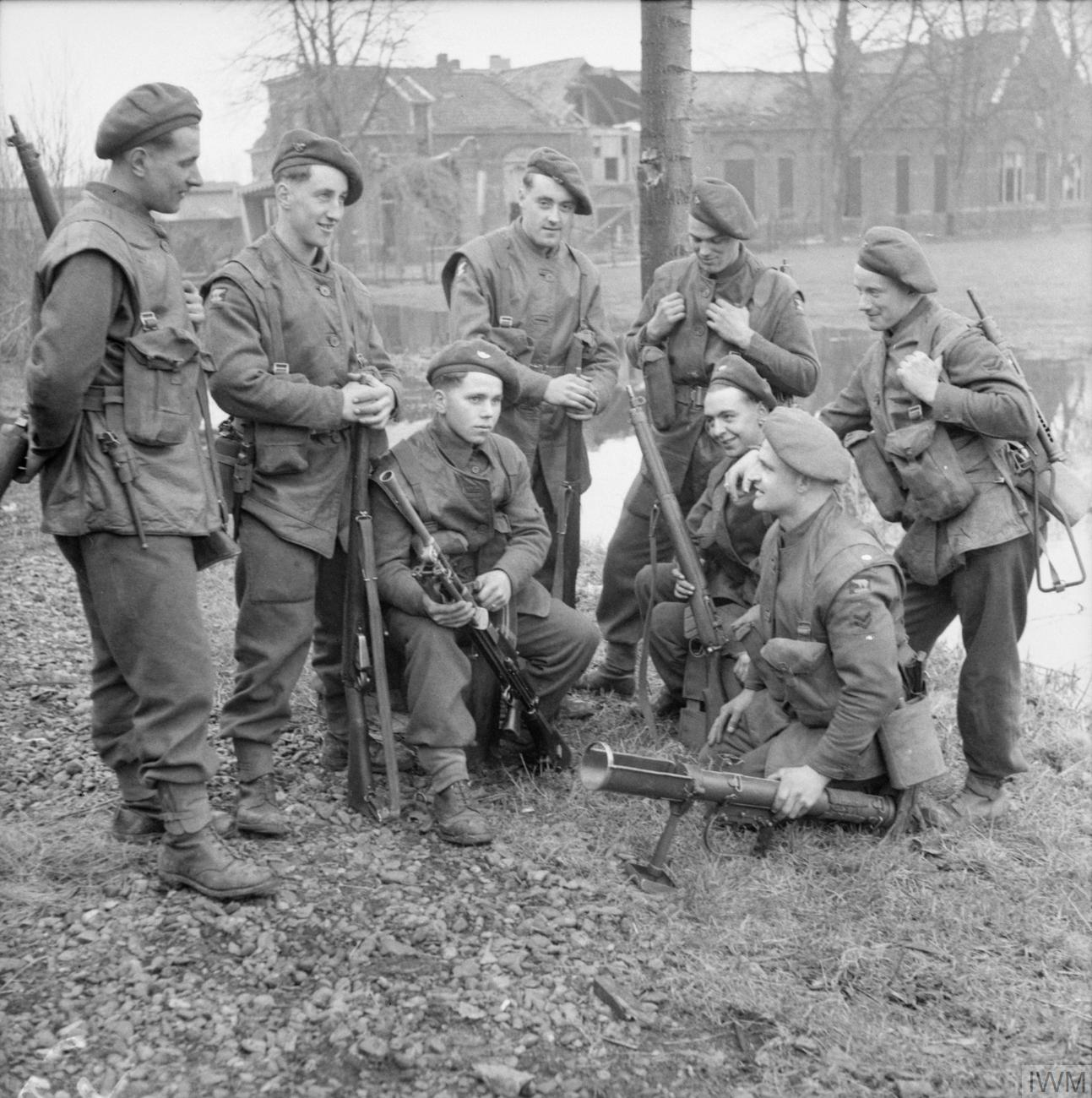
Soldats britànics de la infanteria lleugera King's Own Yorkshire a Elst, Països Baixos, el 2 de març de 1945

El primer ministre britànic, Neville Chamberlain, va pronunciar el seu discurs ultimàtic el 3 de setembre de 1939 que va declarar la guerra a Alemanya, poques hores abans de França. Com que l'Estatut de Westminster de 1931 encara no va ser ratificat pels parlaments d'Austràlia i Nova Zelanda, la declaració de guerra britànica a Alemanya també s'aplicava a aquests dominis. Els altres dominis i membres de la Commonwealth britànica van declarar la guerra a partir del 3 de setembre de 1939, tots dins d'una setmana l'un de l'altre; eren el Canadà, l'Índia britànica i Sud-àfrica.
Durant la guerra, Churchill va assistir a disset conferències aliades en què es van prendre decisions i acords clau. Va ser "el més important dels líders aliats durant la primera meitat de la Segona Guerra Mundial".

#### Colònies i dependències d'Àfrica
Van participar l'Àfrica occidental britànica i les colònies britàniques a l'Àfrica Oriental i Meridional, principalment als teatres del nord d'Àfrica, de l'Àfrica Oriental i del Pròxim Orient. Dues divisions d'Àfrica Occidental i una d'Àfrica Oriental van servir a la Campanya de Birmània.
El Protectorat de Rhodèsia del Sud era una colònia autònoma, que havia rebut un govern responsable el 1923. No era un domini sobirà. Es governava internament i controlava les seves pròpies forces armades, però no tenia autonomia diplomàtica i, per tant, estava oficialment en guerra tan bon punt la Gran Bretanya estava en guerra. No obstant això, el govern colonial de Rodeshia del Sud va emetre una declaració de guerra simbòlica el 3 de setembre de 1939, que no va fer cap diferència diplomàtica, però va precedir les declaracions de guerra de tots els altres dominis i colònies britàniques.

#### Colònies i dependències americanes
Aquests inclouen: les Índies Occidentals Britàniques, Hondures Britànica, la Guaiana Britànica i les Illes Malvines. El Domini de Terranova va ser governat directament com a colònia reial del 1933 al 1949, dirigit per un governador nomenat per Londres que va prendre les decisions sobre Terranova.

#### Àsia
L'Índia britànica incloïa les zones i pobles coberts pel que posteriorment esdevindrien l'Índia, Bangladesh, Pakistan i (fins al 1937) Birmània/Myanmar, que més tard es va convertir en una colònia separada.
La Malaïsia britànica cobreix les àrees de la Malàisia peninsular i Singapur, mentre que el Borneo britànic cobreix la zona de Brunei, incloent Sabah i Sarawak de Malàisia.
Els territoris controlats per l'Oficina Colonial, concretament les Colònies de la Corona, eren controlats políticament pel Regne Unit i, per tant, també van entrar en hostilitats amb la declaració de guerra de Gran Bretanya. En esclatar la Segona Guerra Mundial, l'exèrcit britànic indi comptava amb 205.000 homes. Més tard, durant la Segona Guerra Mundial, l'exèrcit britànic indi es va convertir en la força de voluntaris més gran de la història, amb una mida de més de 2,5 milions d'homes.
Els soldats indis van guanyar 30 creus Victòria durant la Segona Guerra Mundial. Va patir 87.000 baixes militars (més que qualsevol colònia de la corona però menys que el Regne Unit). El Regne Unit va patir 382.000 baixes militars.
Protectorats inclosos: Kuwait era un protectorat del Regne Unit formalment establert el 1899. Els Estats de la Treva eren protectorats al golf Pèrsic.
Palestina era una dependència del mandat creada en els acords de pau després de la Primera Guerra Mundial a partir de l'antic territori de l'Imperi Otomà.

#### A Europa
El Regiment de Xipre va ser format pel govern britànic durant la Segona Guerra Mundial i va formar part de l'estructura de l'exèrcit britànic. La majoria eren voluntaris xipriotes grecs i habitants xipriotes de parla turca de Xipre, però també incloïen altres nacionalitats de la Mancomunitat. En una breu visita a Xipre el 1943, Winston Churchill va elogiar els "soldats del regiment de Xipre que han servit honorablement en molts camps des de Líbia fins a Dunkerque". Al voltant de 30.000 xipriotes van servir al Regiment de Xipre. El regiment va participar en l'acció des del primer moment i va servir a Dunkerque, a la Campanya grega (uns 600 soldats van ser capturats a Kalamata el 1941), al nord d'Àfrica (Operació Compass)), França, Orient Mitjà i Itàlia. Molts soldats van ser fets presoners sobretot al començament de la guerra i van ser internats a diversos camps de presoners de guerra (Stalag), inclosos Lamsdorf (Stalag VIII-B), Stalag IVC a Wistritz bei Teplitz i Stalag 4b a prop de Most a la República Txeca. Els soldats capturats a Kalamata van ser transportats en tren fins als camps de presoners de guerra.

### França

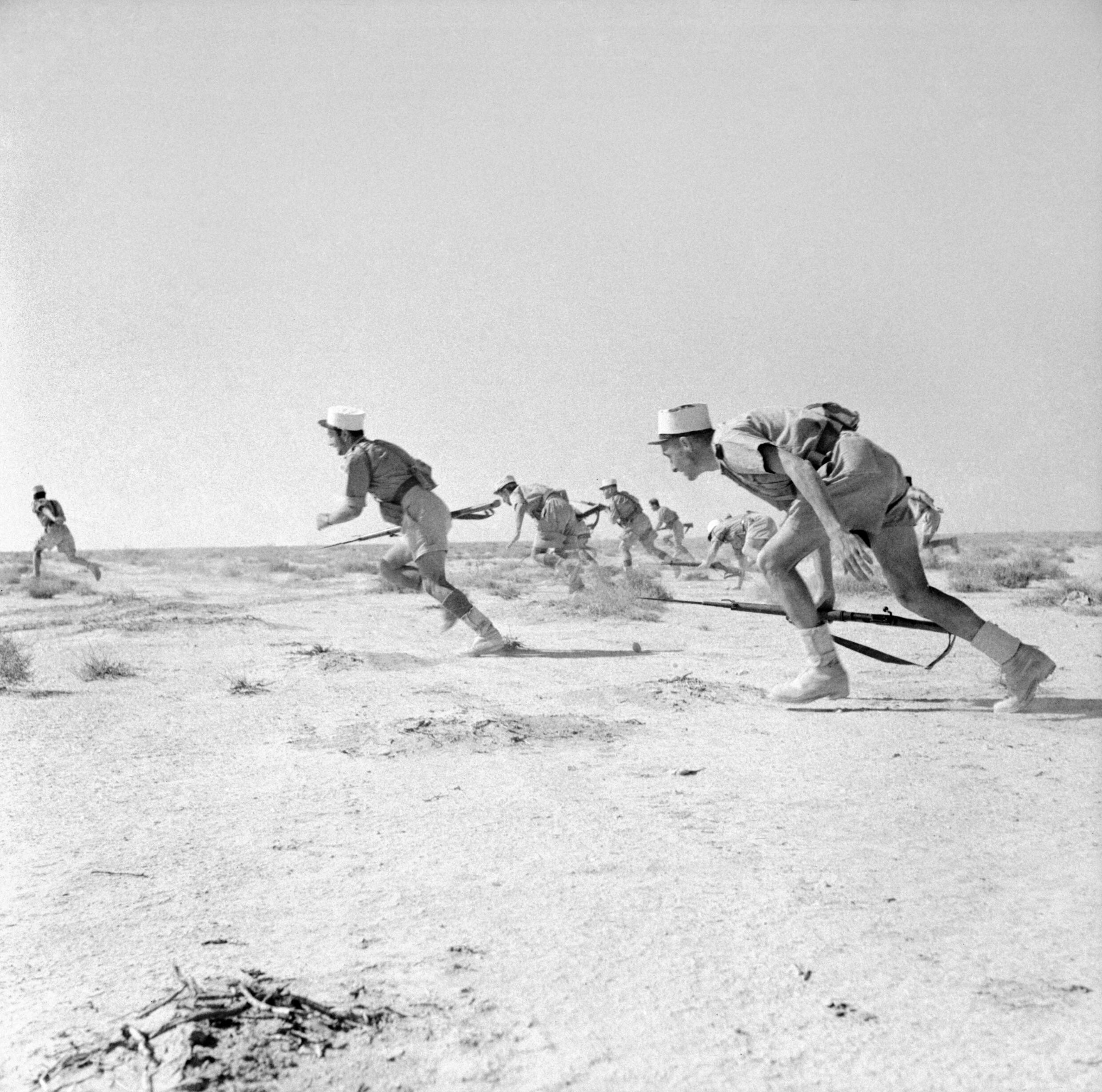
Forces franceses lliures a la batalla de Bir Hakeim, 1942

#### Guerra declarada

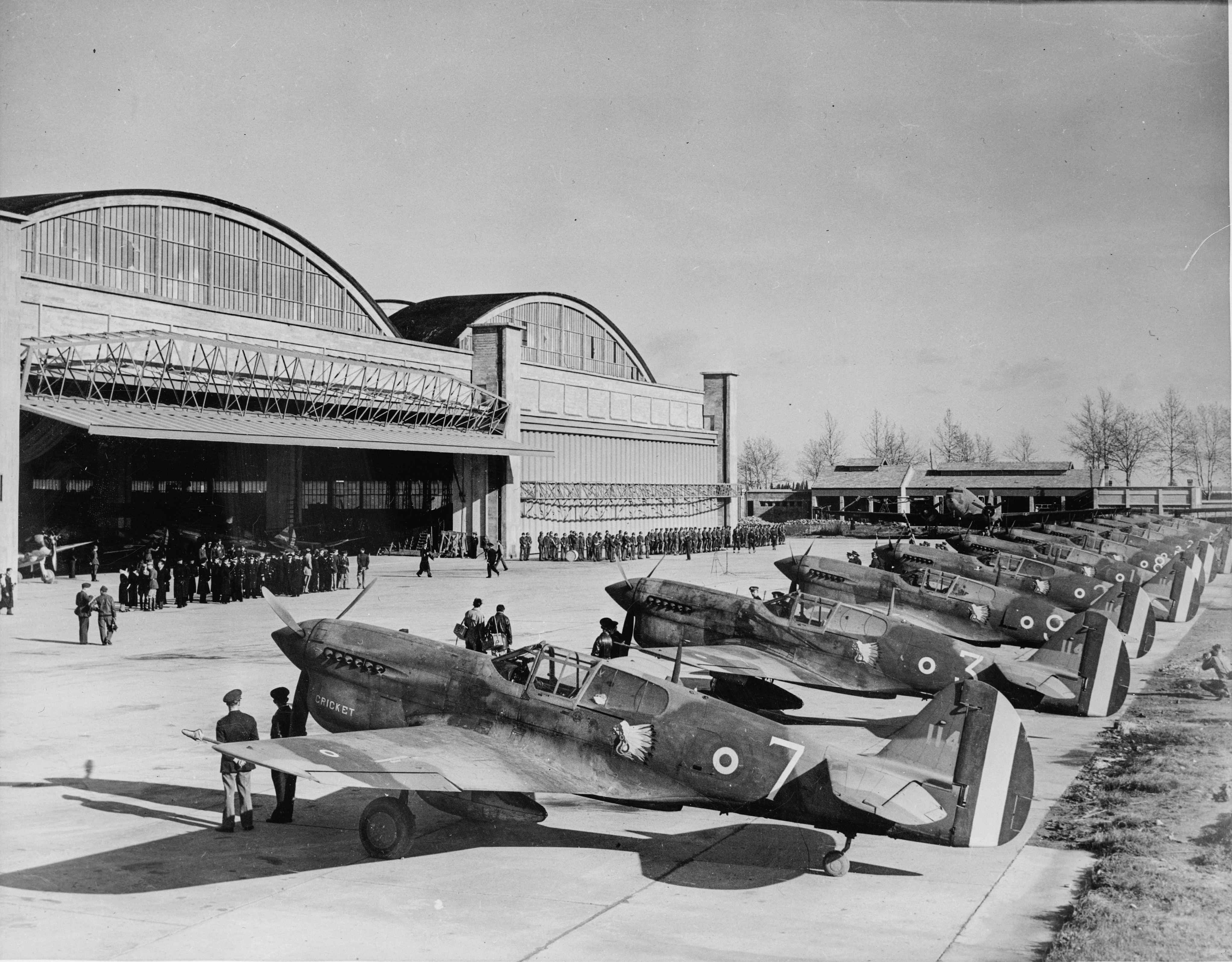
FAF francès lliure GC II / 5 "LaFayette" que rep ex combatents Curtiss P-40 de la USAAF a Casablanca, Marroc francès

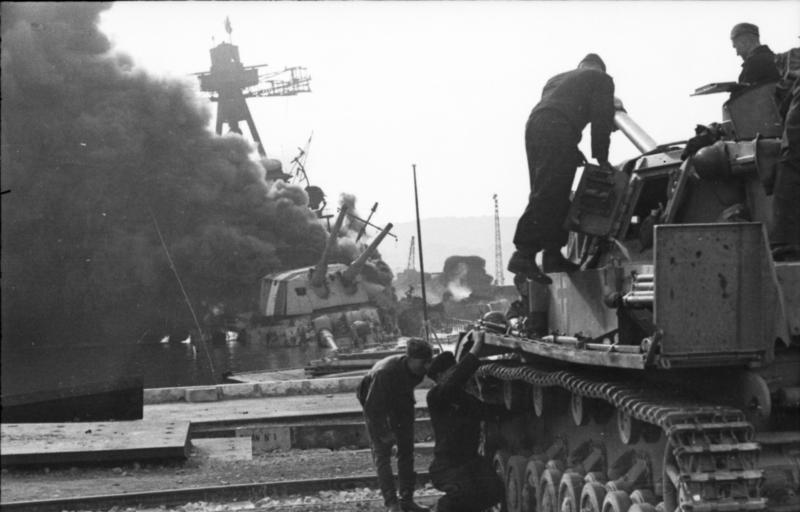
La flota francesa va ser enfonsada en lloc de caure en mans de l'Eix després de la seva invasió a Vichy França l'11 de novembre de 1942.

Després que Alemanya envaís Polònia, França va declarar la guerra a Alemanya el 3 de setembre de 1939. El gener de 1940 el primer ministre francès Édouard Daladier va pronunciar un discurs important denunciant les accions d'Alemanya:
| « | Falta indicar el text de la citació. | » |

França va experimentar diverses fases d'acció importants durant la Segona Guerra Mundial:
- La "Guerra de broma" de 1939-1940, també anomenada drôle de guerre a França, dziwna wojna a Polònia (ambdues signifiquen "Guerra estranya"), o la Sitzkrieg ("Guerra asseguda ") a Alemanya.
- La batalla de França del maig al juny de 1940, que va resultar en la derrota dels aliats, la caiguda de la Tercera República francesa, l'ocupació alemanya del nord i l'oest de França i la creació de l'estat titella de la França de Vichy, que va rebre reconeixement diplomàtic de l'Eix i dels països més neutres, inclosos els Estats Units.[36]
- El període de resistència contra l'ocupació i la lluita franco-francesa pel control de les colònies entre el règim de Vichy i els francesos lliures, que van continuar la lluita al costat dels aliats després de la Crida del 18 de juny del general Charles de Gaulle, reconeguda pel Regne Unit com a govern exiliat de França. Va culminar amb els desembarcaments aliats al nord d'Àfrica l'11 de novembre de 1942, quan Vichy va deixar d'existir com a entitat independent després d'haver estat envaïda simultàniament tant per l'Eix com pels Aliats, sent a partir d'aleshores només el govern nominal a càrrec durant l'ocupació de França. Les forces de Vichy al nord d'Àfrica francesa van canviar de fidelitat i es van fusionar amb els francesos lliures per participar en les campanyes de Tunísia i d'Itàlia i la invasió de Còrsega el 1943–44.
- L'alliberament de la França continental començant amb el dia D el 6 de juny de 1944 i l'operació Overlord, i després amb l'operació Drac el 15 d'agost de 1944, conduint a l'alliberament de París el 25 d'agost de 1944 per part de la 2a divisió cuirassada francesa lliure i la instal·lació del Govern provisional de la República Francesa a la capital recentment alliberada.
- Participació del primer exèrcit provisional de la República Francesa restablert en l'avanç aliat de París al Rin i la invasió dels aliats occidentals a Alemanya fins al dia VE del 8 de maig de 1945.

#### Colònies i dependències
A Àfrica aquests inclouen: Àfrica Occidental Francesa, Àfrica Equatorial Francesa, els mandats de la Lliga de les Nacions sobre el Camerun francès i Togo, Madagascar, Somàlia, i els protectorats de Tunísia i Marroc.
L'Algèria francesa no era llavors una colònia ni una dependència, sinó una part de ple dret de la França metropolitana.

##### A Àsia i Oceania

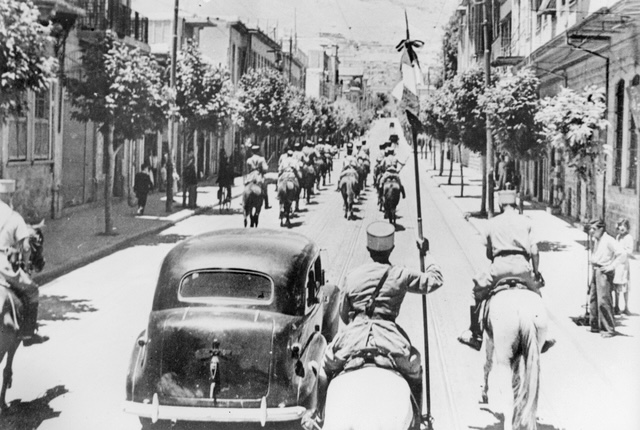
La caiguda de Damasc als aliats, a finals de juny de 1941. Un cotxe que transporta els comandants francesos lliures, el general Georges Catroux i el general Paul Louis Le Gentilhomme, entra a la ciutat, escortat per la cavalleria circassiana francesa (Gardes Tcherkess).

A Àsia i Oceania s'incloïen: la Polinèsia Francesa, Wallis i Futuna, Nova Caledònia, les Noves Hèbrides, la Indoxina francesa, l'Índia francesa, els mandats del Gran Líban i la Síria francesa. El govern francès el 1936 va intentar concedir la independència al seu mandat de Síria en el Tractat d'Independència franco-sirià de 1936 signat per França i Síria. No obstant això, l'oposició al tractat va créixer a França i el tractat no va ser ratificat. Síria s'havia convertit en una república oficial el 1930 i s'autogovernava en gran part. El 1941, una invasió dirigida pels britànics recolzada per les forces franceses lliures va expulsar les forces franceses de Vichy a l'Operació Exportador.

#### A les Amèriques
A les Amèriques incloïen: Martinica, Guadalupe (França), Guaiana Francesa i Saint Pierre i Miquelon.

### Unió Soviètica

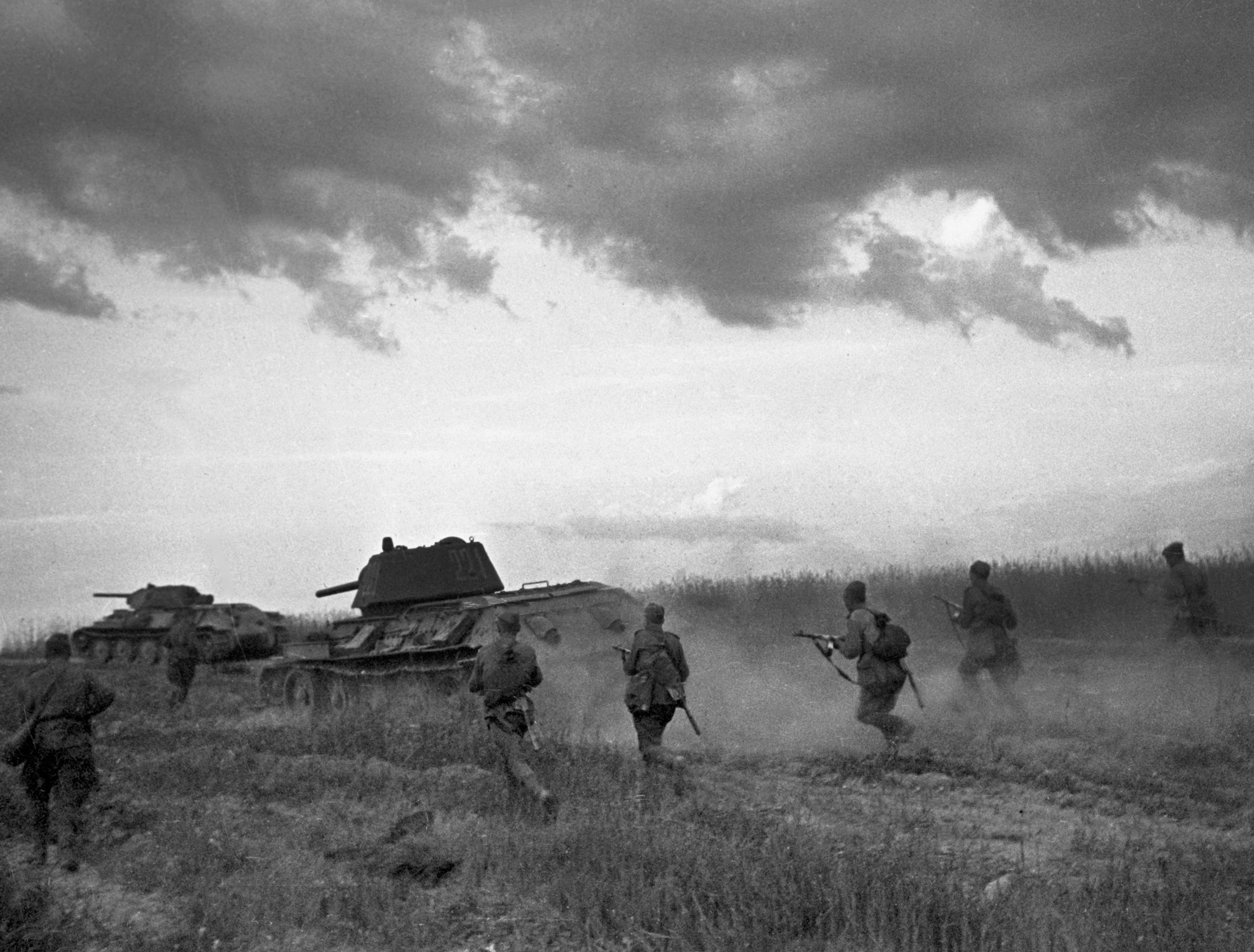
Soldats soviètics i tancs T-34 avançaven prop de Bryansk el 1942

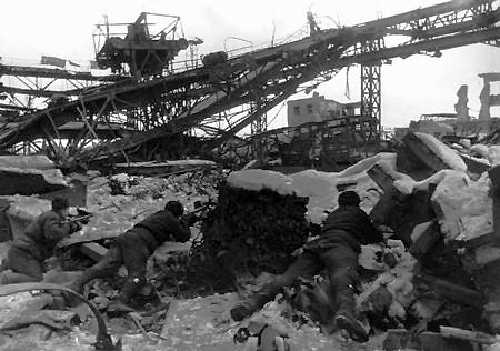
Soldats soviètics que lluitaven enmig de les ruïnes durant la batalla de Stalingrad

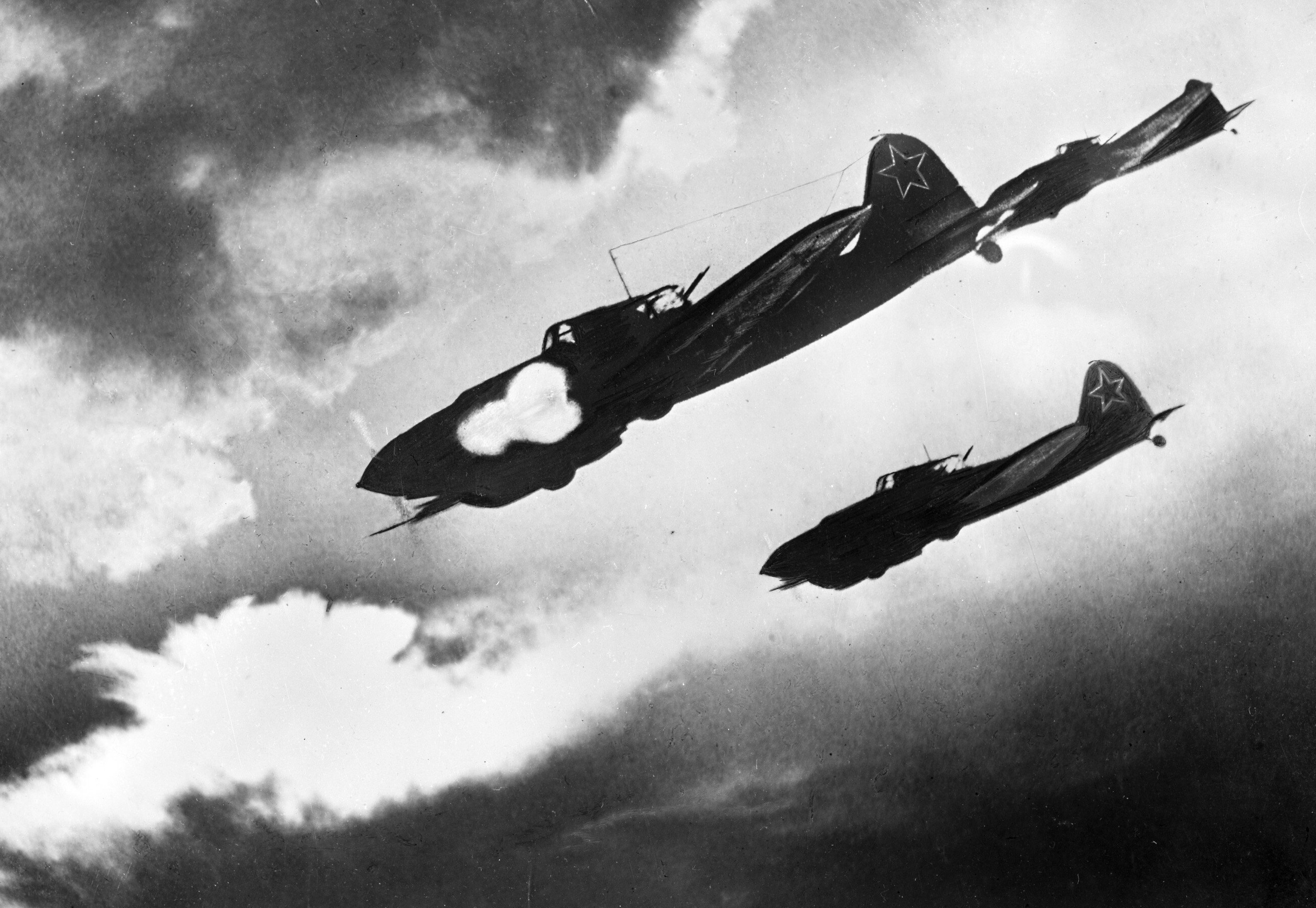
Avions d'atac terrestre Il-2 soviètics que atacaven les forces terrestres alemanyes durant la batalla de Kursk, el 1943

#### Història
En el període previ a la guerra entre la Unió Soviètica i l'Alemanya nazi, les relacions entre els dos estats van passar per diverses etapes. El secretari general Joseph Stalin i el govern de la Unió Soviètica havien donat suport als anomenats moviments de front popular d'antifeixistes, inclosos comunistes i no comunistes, des de 1935 fins a 1939 L'estratègia del front popular es va acabar del 1939 al 1941, quan La Unió Soviètica va cooperar amb Alemanya el 1939 en l'ocupació i el repartiment de Polònia. La direcció soviètica es va negar a donar suport ni als aliats ni a l'Eix del 1939 al 1941, ja que va denominar el conflicte de l'Eix Aliat una "guerra imperialista".
Stalin havia estudiat Hitler, inclosa la lectura de Mein Kampf, i en sabia els motius de Hitler per destruir la Unió Soviètica. Ja el 1933, la direcció soviètica va expressar les seves preocupacions amb la suposada amenaça d'una possible invasió alemanya del país en cas que Alemanya intentés la conquesta de Lituània, Letònia o Estònia i el desembre de 1933 es van iniciar les negociacions per a l'emissió de una declaració conjunta polonès-soviètica que garanteix la sobirania dels tres països bàltics. No obstant això, Polònia es va retirar de les negociacions després d'objeccions alemanyes i finlandeses. En aquest moment, la Unió Soviètica i Alemanya competien entre si per obtenir influència a Polònia. El govern soviètic també estava preocupat pel sentiment antisoviètic a Polònia i en particular la proposta de federació polonesa de Józef Piłsudski que inclouria els territoris de Polònia, Lituània, Belarús i Ucraïna que amenaçaven la integritat territorial de la Unió Soviètica.
El 20 d'agost de 1939, les forces de la Unió de Repúbliques Socialistes Soviètiques dirigides pel general Gueorgui Júkov, juntament amb la República Popular de Mongòlia, van eliminar l'amenaça de conflicte a l'est amb una victòria sobre el Japó imperial a la batalla de Khalkhin Gol a l'est de Mongòlia.
El mateix dia, el líder del partit soviètic, Joseph Stalin, va rebre un telegrama del canceller alemany Adolf Hitler, suggerint que el ministre d'Afers Exteriors alemany Joachim von Ribbentrop volés a Moscou per converses diplomàtiques. (Després de rebre una resposta tèbia durant tota la primavera i l'estiu, Stalin va abandonar els intents d'una millor relació diplomàtica amb França i el Regne Unit.)
El 23 d'agost, Ribbentrop i el ministre d'Afers Exteriors soviètic, Viatxeslav Mólotov, van signar el pacte de no-agressió que incloïa protocols secrets que divideixen l'Europa de l'Est en "esferes d'influència" definides per als dos règims, i específicament sobre la partició de l'estat polonès en cas que es produeixi " reordenació territorial i política".
El 15 de setembre de 1939, Stalin va concloure un alto el foc durador amb el Japó, que entraria en vigor l'endemà (s'avançaria a un pacte de no-agressió a l'abril de 1941). L'endemà, el 17 de setembre, les forces soviètiques van envair Polònia des de l'est. Tot i que alguns combats van continuar fins al 5 d'octubre, els dos exèrcits invasors van celebrar almenys una desfilada militar conjunta el 25 de setembre i van reforçar la seva associació no militar amb el Tractat germano-soviètic d'amistat, cooperació i demarcació el 28 de setembre. La cooperació alemanya i soviètica contra Polònia el 1939 s'ha descrit com a co-bel·ligerància.
El 30 de novembre, la Unió Soviètica va atacar Finlàndia, per la qual cosa va ser expulsada de la Societat de Nacions. L'any següent de 1940, mentre l'atenció del món es va centrar en la invasió alemanya de França i Noruega, l'URSS va ocupar i annexionar militarment Estònia, Letònia i Lituània, així com algunes parts de Romania.
Els tractats germano-soviètics van acabar amb l'atac sorpresa alemany contra l'URSS el 22 de juny de 1941. Després de la invasió de la Unió Soviètica el 1941, Stalin va donar suport als aliats occidentals com a part d'una renovada estratègia del front popular contra Alemanya i va demanar el moviment comunista internacional per fer una coalició amb tots aquells que s'oposaven als nazis. La Unió Soviètica aviat va entrar en aliança amb el Regne Unit. Després de l'URSS, diverses altres forces comunistes, prosoviètiques o controlades pels soviètics van lluitar contra les potències de l'Eix durant la Segona Guerra Mundial. Eren els següents: el Front d'Alliberament Nacional Albanès, l'Exèrcit Roig xinès, el Front d'Alliberament Nacional Grec, el Hukbalahap, el Partit Comunista Malai, la República Popular de Mongòlia, l'Exèrcit Popular Polonès, la República Popular Tuvana (annexionada per la Unió Soviètica el 1944), el Viet Minh i els Partisans Iugoslaus.
La Unió Soviètica va intervenir contra Japó i el seu estat client a Manxúria el 1945, cooperant amb el govern nacionalista xinès i el partit nacionalista liderat per Chiang Kai-shek; tot i que també va cooperar, preferir i animar el Partit Comunista dirigit per Mao Zedong a prendre el control efectiu de Manxúria després d'expulsar les forces japoneses.

### Estats Units

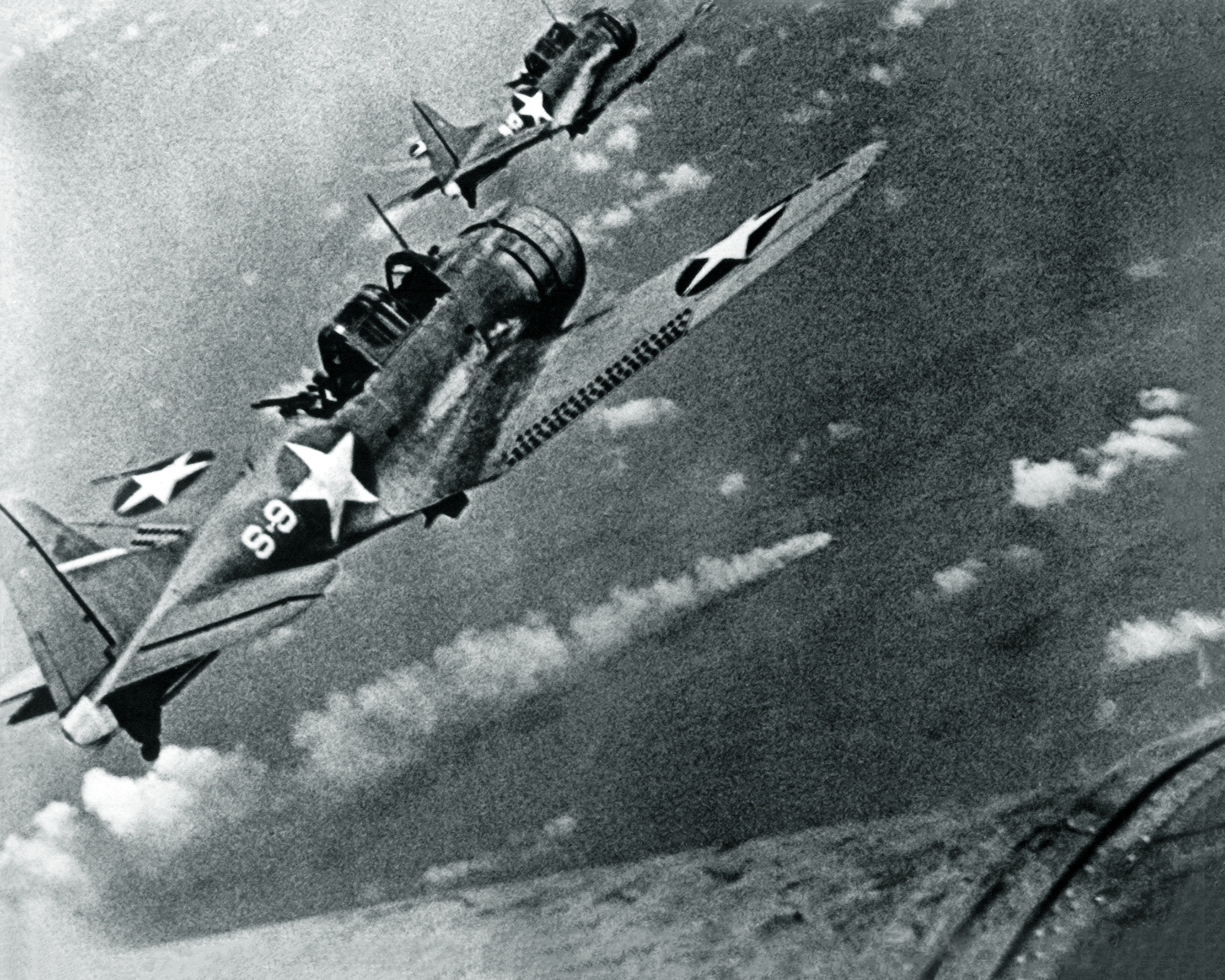
Bombarders americans Douglas SBD Dauntless, atacant el creuer japonès Mikuma durant la batalla de Midway el juny de 1942

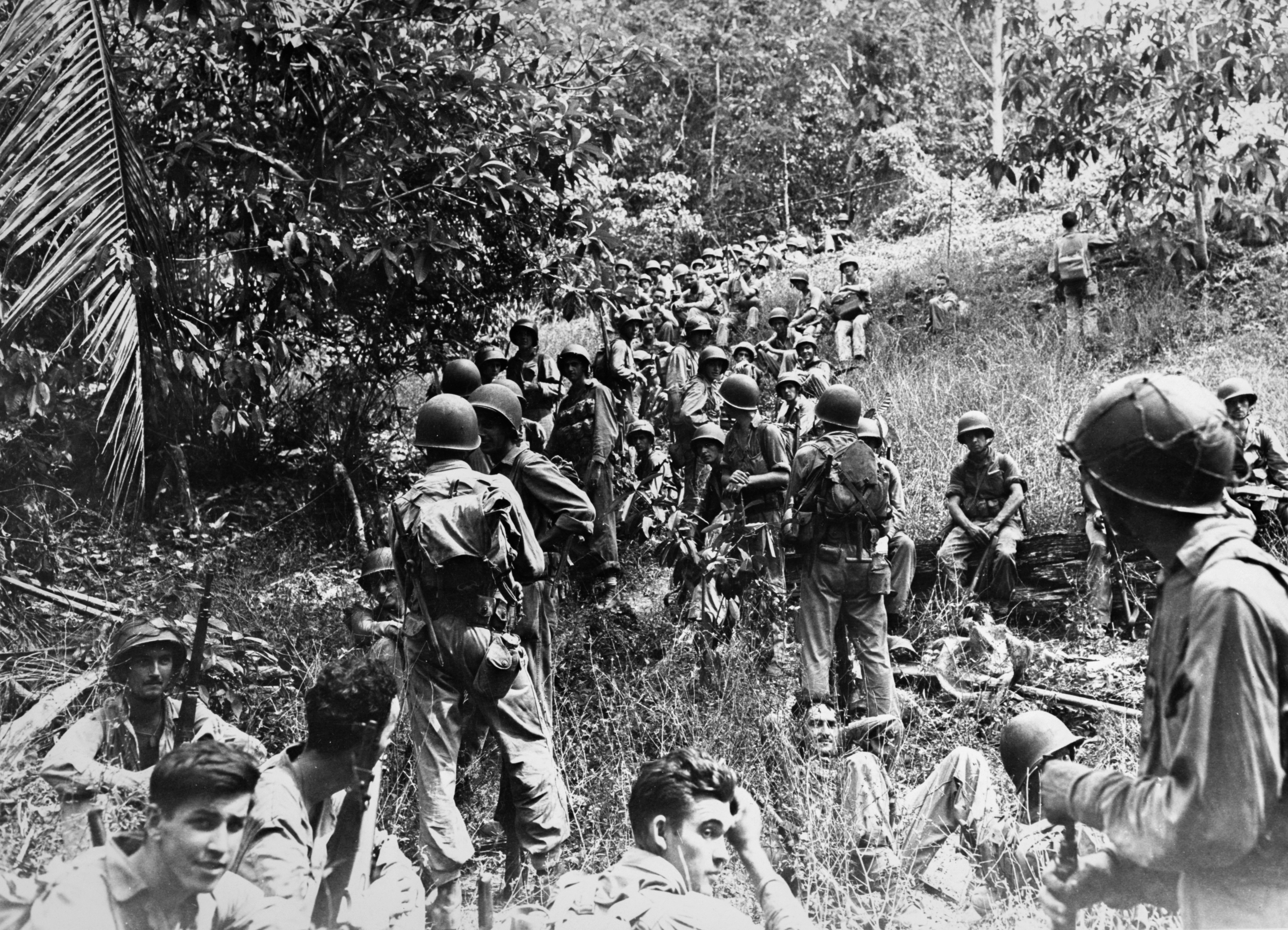
Marines dels Estats Units durant la campanya de Guadalcanal el novembre de 1942

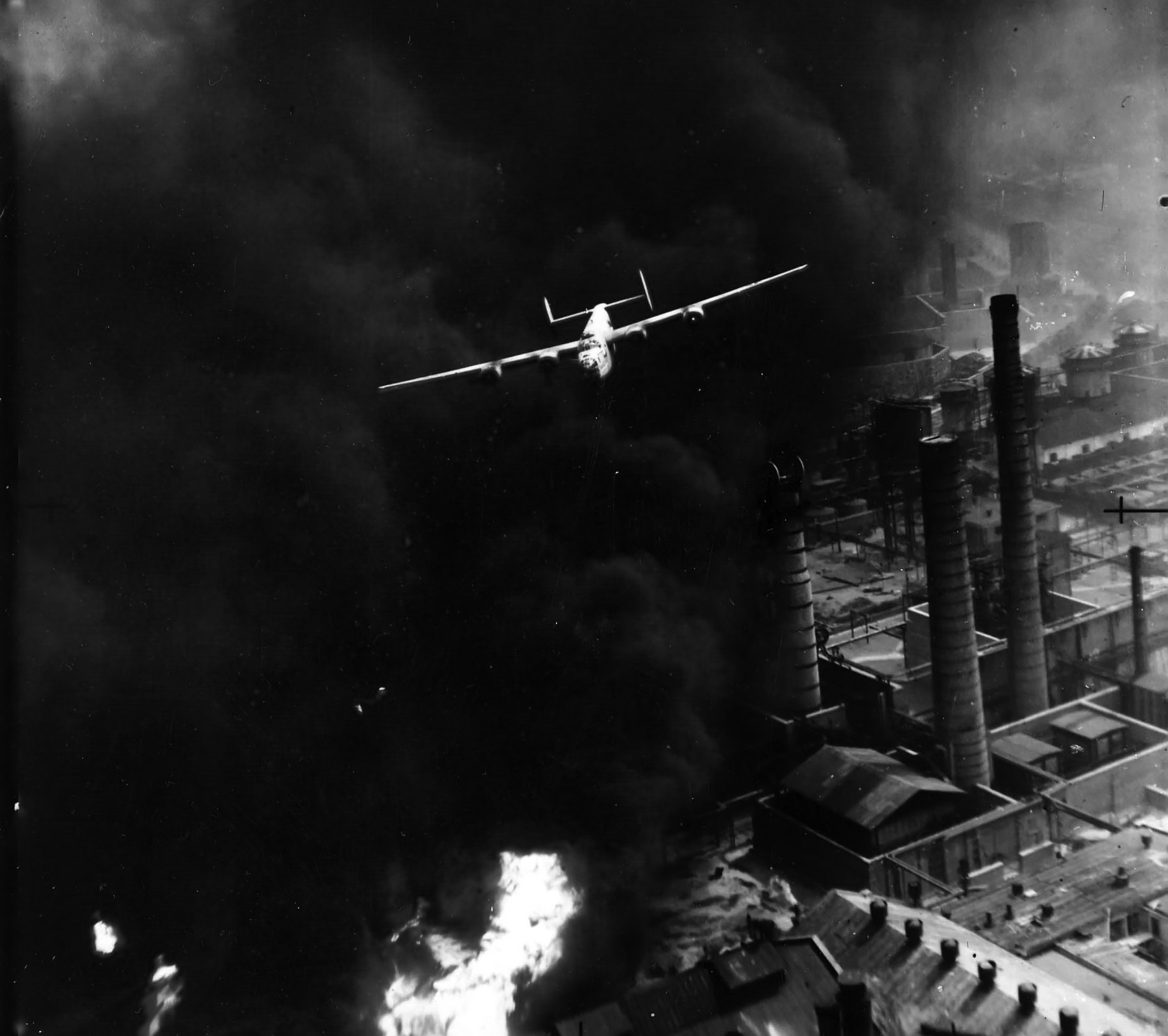
Bombarder americà Consolidated B-24 Liberator durant el bombardeig de refineries de petroli a Ploiești, Romania, l'1 d'agost de 1943 durant l'operació Marea Tidal

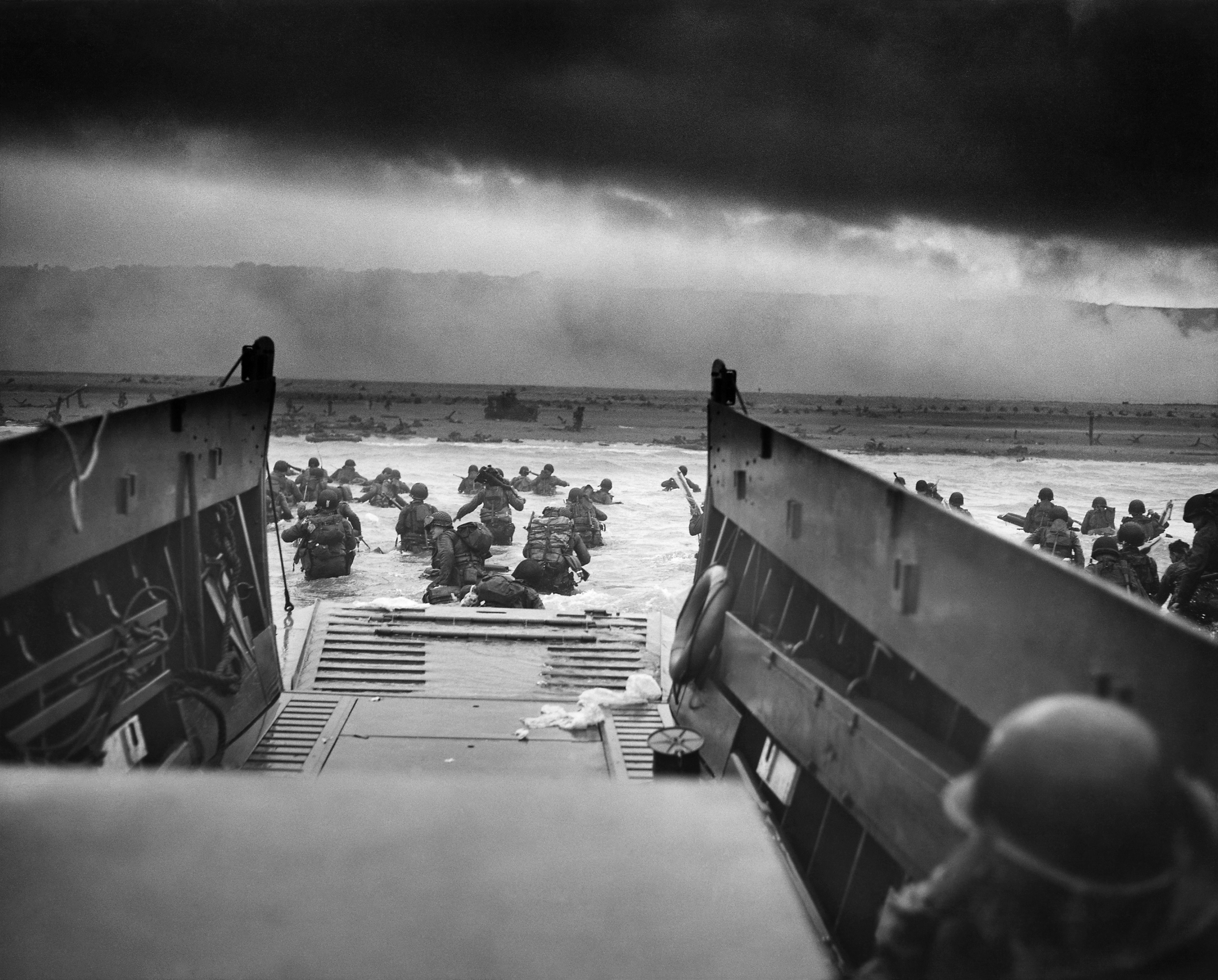
Soldats nord-americans que sortien de les naus de desembarcament durant el desembarcament de Normandia el 6 de juny de 1944 coneguts com a dia D.

#### Justificacions bèl·liques
Els Estats Units havien recolzat indirectament l'esforç bèl·lic de Gran Bretanya contra Alemanya fins al 1941 i van declarar la seva oposició a l'ampliació territorial. Es va proporcionar suport material a Gran Bretanya mentre els Estats Units eren oficialment neutrals mitjançant la Llei de Préstec i Arrendament, que va començar el 1941.
El president Franklin D. Roosevelt i el primer ministre Winston Churchill a l'agost de 1941 van promulgar la Carta Atlàntica que prometia el compromís d'aconseguir "la destrucció final de la tirania nazi". La signatura de la Carta de l'Atlàntic i, per tant, l'adhesió a les "Nacions Unides" va ser la forma en què un estat es va unir als aliats, i també va ser elegible per ser membre de l'organisme mundial de les Nacions Unides que es va formar el 1945.
Els Estats Units van recolzar fermament el govern nacionalista a la Xina en la seva guerra amb el Japó i van proporcionar equipament militar, subministraments i voluntaris al govern nacionalista xinès per ajudar en el seu esforç bèl·lic. El desembre de 1941 el Japó va obrir la guerra amb el seu atac a Pearl Harbor, els Estats Units van declarar la guerra al Japó i els aliats japonesos Alemanya i Itàlia van declarar la guerra als Estats Units, portant els Estats Units a la Segona Guerra Mundial.
Els Estats Units van tenir un paper central en el contacte entre els aliats i, sobretot, entre els quatre grans. A la conferència Arcadia del desembre de 1941, poc després que els Estats Units entressin en la guerra, els Estats Units i la Gran Bretanya van establir un Cap d'Estat Major combinat, amb seu a Washington, que va deliberar les decisions militars tant dels Estats Units com de Gran Bretanya.

#### Història
El 8 de desembre de 1941, després de l'atac a Pearl Harbor, el Congrés dels Estats Units va declarar la guerra al Japó a petició del president Franklin D. Roosevelt. A continuació, Alemanya i Itàlia van declarar la guerra als Estats Units l'11 de desembre, portant el país al teatre europeu.
Les forces aliades dirigides pels Estats Units al teatre del Pacífic contra les forces japoneses del 1941 al 1945. Del 1943 al 1945, els Estats Units van liderar i coordinar l'esforç bèl·lic dels aliats occidentals a Europa sota la direcció del general Dwight D. Eisenhower.
L'atac sorpresa a Pearl Harbor, seguit dels ràpids atacs del Japó a llocs aliats a tot el Pacífic, va provocar pèrdues importants als Estats Units durant els primers mesos de la guerra, incloent la pèrdua del control de les Filipines, Guam, l'illa de Wake i diverses illes Aleutianes, incloses Attu i Kiska a les forces japoneses. Les forces navals nord-americanes van assolir alguns primers èxits contra el Japó. Un va ser el bombardeig de centres industrials japonesos al raid de Doolittle. Un altre va ser repel·lir una invasió japonesa de Port Moresby a Nova Guinea durant la batalla del mar del Corall. Un important punt d'inflexió a la guerra del Pacífic va ser la batalla de Midway, on les forces navals americanes eren superades en nombre per les forces japoneses que havien estat enviades a Midway per extreure i destruir els portaavions nord-americans al Pacífic i prendre el control de Midway que situaria les forces japoneses a proximitat a Hawaii. No obstant això, les forces nord-americanes van aconseguir enfonsar quatre dels sis grans portaavions japonesos que havien iniciat l'atac a Pearl Harbor juntament amb altres atacs a les forces aliades. Després, els Estats Units van iniciar una ofensiva contra les posicions capturades pels japonesos. La campanya de Guadalcanal del 1942 al 1943 va ser un important punt de contenció on les forces aliades i japoneses van lluitar per aconseguir el control de Guadalcanal.

#### Colònies i dependències

##### A les Amèriques i al Pacífic
Els Estats Units tenien múltiples dependències a les Amèriques, com Alaska, la zona del canal de Panamà, Puerto Rico i les Illes Verges dels Estats Units.
Al Pacífic tenia diverses dependències illenques com Samoa Americana, Guam, Hawaii, les illes Midway, l'illa de Wake i altres. Aquestes dependències van participar directament en la campanya de guerra del Pacífic.

##### A Àsia
La Mancomunitat de les Filipines era un protectorat sobirà anomenat "estat associat" dels Estats Units. Des de finals de 1941 fins a 1944, Filipines va ser ocupada per forces japoneses, que van establir la Segona República Filipina com un estat client que tenia un control nominal sobre el país.

### Xina
A la dècada de 1920, la Unió Soviètica va proporcionar ajuda militar al Kuomintang, o als nacionalistes, i va ajudar a reorganitzar el seu partit seguint les línies leninistes: la unificació de partit, estat i exèrcit. A canvi, els nacionalistes van acordar que els membres del Partit Comunista Xinès s'unissin als nacionalistes de manera individual. No obstant això, després de la unificació nominal de la Xina al final de l'expedició del nord el 1928, el generalíssim Chiang Kai-shek va purgar els esquerrans del seu partit i va lluitar contra el revoltat Partit Comunista Xinès, antics senyors de la guerra, i altres faccions militaristes. Una Xina fragmentada va proporcionar fàcils oportunitats al Japó per guanyar territoris peça per peça sense participar en una guerra total. Després de l'incident de Mukden de 1931, es va establir l'estat titella de Manxukuo. A principis de mitjans de la dècada de 1930, les campanyes anticomunistes i antimilitaristes de Chiang van continuar mentre lluitava contra petits i incessants conflictes contra el Japó, generalment seguits d'assentaments i concessions desfavorables després de les derrotes militars.
El 1936, Chiang es va veure obligat a cessar les seves campanyes militars anticomunistes després del seu segrest i alliberament per part de Zhang Xueliang i, a contracor, va formar una aliança nominal amb els comunistes, mentre que els comunistes van acordar lluitar sota el comandament nominal dels nacionalistes contra els japonesos. Després de l'incident del pont Marco Polo del 7 de juliol de 1937, la Xina i el Japó es van veure embolicats en una guerra a gran escala. La Unió Soviètica, que volia mantenir la Xina en la lluita contra el Japó, va proporcionar a la Xina ajuda militar fins al 1941, quan va signar un pacte de no-agressió amb el Japó. La Xina va declarar formalment la guerra al Japó, així com a Alemanya i Itàlia, el desembre de 1941, després de l'atac a Pearl Harbor.
Els continus enfrontaments entre comunistes i nacionalistes per les línies enemigues es van acumular en un conflicte militar important entre aquests dos antics aliats que va acabar amb la seva cooperació contra els japonesos, i la Xina s'havia dividit entre la Xina nacionalista reconeguda internacionalment sota el lideratge del generalíssim Chiang Kai-shek. i la Xina comunista sota el lideratge de Mao Zedong fins que els japonesos es van rendir el 1945.

#### Faccions

##### Nacionalistes

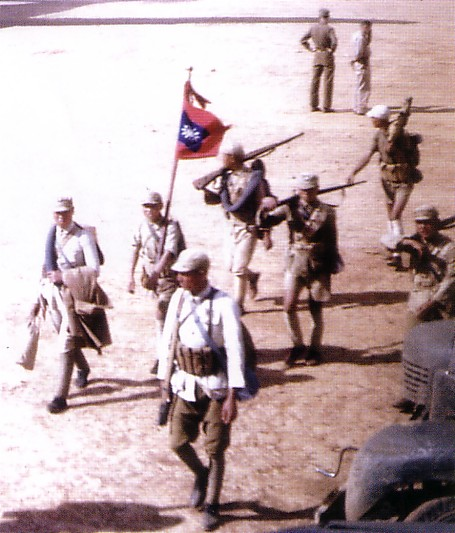
Soldats de l'Exèrcit Nacional Revolucionari associat a la Xina nacionalista, durant la Segona Guerra sino-japonesa

Abans de l'aliança d'Alemanya i Itàlia amb el Japó, el govern nacionalista mantenia relacions estretes amb Alemanya i Itàlia. A principis de la dècada de 1930, existia la cooperació sino-alemanya entre el govern nacionalista i Alemanya en matèria militar i industrial. L'Alemanya nazi va proporcionar la major proporció d'importacions d'armes xineses i experiència tècnica. Les relacions entre el govern nacionalista i Itàlia durant la dècada de 1930 van variar, tot i que fins i tot després que el govern nacionalista seguís les sancions de la Societat de Nacions contra Itàlia per la seva invasió d'Etiòpia, les sancions internacionals resultaren infructuoses i les relacions entre el govern feixista a Itàlia i el govern nacionalista a La Xina va tornar a la normalitat poc després. Fins al 1936, Mussolini havia proporcionat als nacionalistes missions militars aèries i navals italianes per ajudar els nacionalistes a lluitar contra les incursions japoneses i els insurgents comunistes. Itàlia també tenia forts interessos comercials i una forta posició comercial a la Xina amb el suport de la concessió italiana a Tianjin. However Tanmateix, després de 1936 la relació entre el govern nacionalista i Itàlia va canviar a causa d'una proposta diplomàtica japonesa de reconèixer l'Imperi italià que incloïa Etiòpia ocupada dins seu a canvi del reconeixement italià de Manxukuo, el ministre d'afers exteriors italià Galeazzo Ciano va acceptar aquesta oferta del Japó i, el 23 d'octubre de 1936, el Japó va reconèixer l'Imperi italià i Itàlia va reconèixer Manxukuo, a més de discutir els vincles comercials creixents entre Itàlia i el Japó.
El govern nacionalista va mantenir estretes relacions amb els Estats Units. Els Estats Units es van oposar a la invasió japonesa de la Xina el 1937, que considerava una violació il·legal de la sobirania xinesa, i van oferir al govern nacionalista ajuda diplomàtica, econòmica i militar durant la seva guerra contra el Japó. En particular, els Estats Units van intentar posar fi a l'esforç bèl·lic japonès imposant un embargament total sobre tot el comerç entre els Estats Units i el Japó; el Japó depenia dels Estats Units per al 80% del seu petroli, cosa que va resultar en una crisi econòmica i militar per al Japó que no podria continuar el seu esforç bèl·lic amb la Xina sense accedir al petroli. El novembre de 1940, aviador militar nord-americà Claire Lee Chennault, en observar la greu situació de la guerra aèria entre la Xina i el Japó, es va proposar organitzar un esquadró voluntari de pilots de combat americans per lluitar al costat dels xinesos contra el Japó, coneguts com els "Tigres Voladors". El president dels Estats Units, Franklin D. Roosevelt, va acceptar enviar-los a la Xina a principis de 1941. No obstant això, només van entrar en funcionament poc després de l'atac a Pearl Harbor.
La Unió Soviètica va reconèixer la  República de la Xina, però va instar a la reconciliació amb el Partit Comunista de la Xina i la inclusió dels comunistes al govern. La Unió Soviètica també va instar els militars i la cooperació entre la Xina nacionalista i la Xina comunista durant la guerra.
Tot i que la Xina havia estat lluitant més temps entre totes les potències aliades, només es va unir oficialment als aliats després de l'atac a Pearl Harbor, el 7 de desembre de 1941. Xina va lluitar contra l'Imperi japonès abans d'unir-se als aliats a la guerra del Pacífic. El generalíssim Chiang Kai-shek va pensar que la victòria aliada estava assegurada amb l'entrada dels Estats Units a la guerra i va declarar la guerra a Alemanya i als altres estats de l'Eix. No obstant això, l'ajut dels aliats es va mantenir baix perquè la carretera de Birmània es va tancar i els aliats van patir una sèrie de derrotes militars contra el Japó al principi de la campanya. El general Sun Li-jen va conduir les forces del ROC al socors de 7.000 forces britàniques atrapades pels japonesos a la batalla de Yenangyaung. Després va reconquerir Birmània del Nord i va restablir la ruta terrestre cap a la Xina per la carretera de Ledo. Però el gruix de l'ajuda militar no va arribar fins a la primavera de 1945. Més d'1,5 milions de tropes japoneses van quedar atrapades al teatre de la Xina, tropes que d'una altra manera s'haurien pogut desplegar a altres llocs si la Xina s'hagués col·lapsat i hagués fet una pau independent.

##### Comunistes

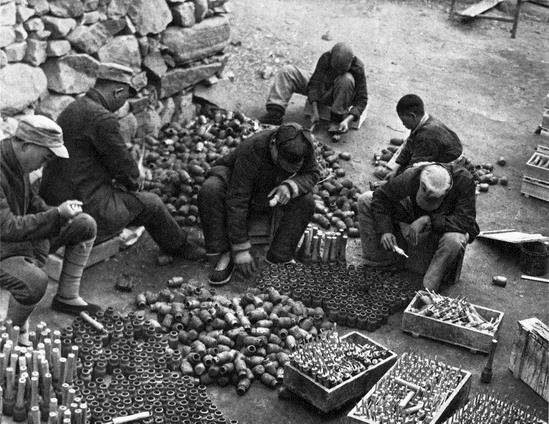
Soldats del primer exèrcit de treballadors i camperols associats a la Xina comunista, durant la guerra sino-japonesa

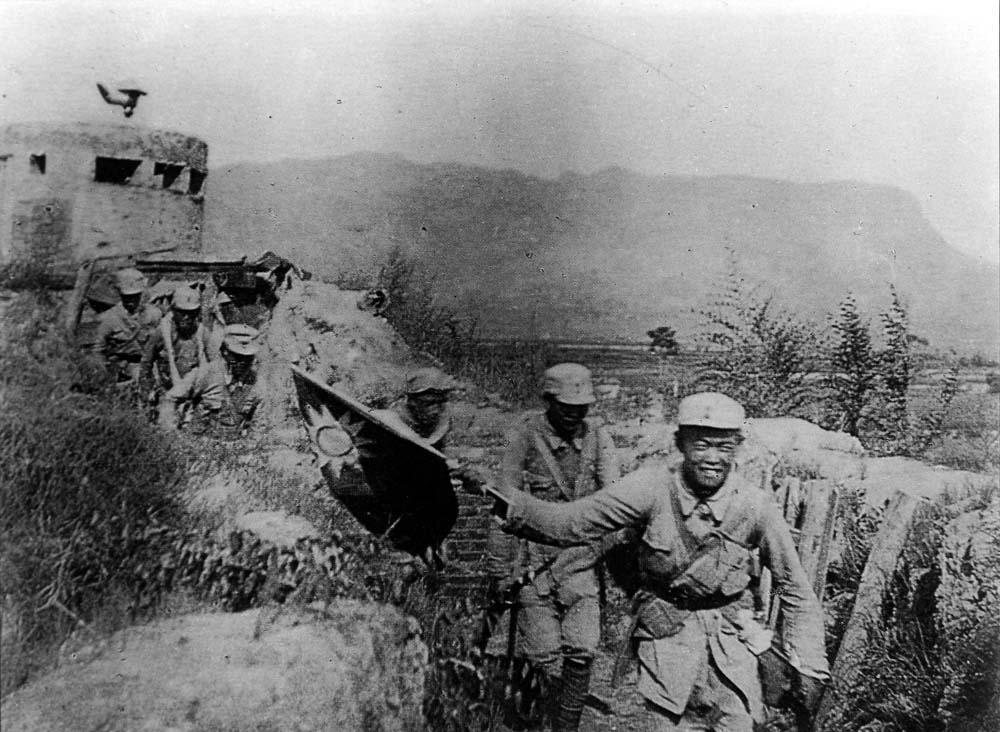
Victoriosos soldats comunistes xinesos que ostentaven la bandera de la República de la Xina durant l'ofensiva dels Cent Regiments

La Xina comunista havia estat recolzada tàcitament per la Unió Soviètica des de la dècada de 1920, tot i que la Unió Soviètica va reconèixer diplomàticament la República de la Xina, Joseph Stalin va donar suport a la cooperació entre els nacionalistes i els comunistes, inclosa la pressió del govern nacionalista perquè concedís als comunistes posicions estatals i militars a el Govern. Això es va continuar fins a la dècada de 1930, que va anar d'acord amb la política de subversió de la Unió Soviètica dels fronts populars per augmentar la influència dels comunistes en els governs. La Unió Soviètica va instar els militars i la cooperació entre la Xina soviètica i la Xina nacionalista durant la guerra de la Xina contra el Japó Inicialment, Mao Zedong va acceptar les demandes de la Unió Soviètica i el 1938 havia reconegut a Chiang Kai-shek com el "líder" del "poble xinès". Al seu torn, la Unió Soviètica va acceptar la tàctica de Mao de "guerra guerrillera contínua" al camp que implicava un objectiu d'ampliar les bases comunistes, fins i tot si resultaria en tensions augmentades amb els nacionalistes.
Després de la ruptura de la seva cooperació amb els nacionalistes el 1941, els comunistes van prosperar i van créixer a mesura que es prolongava la guerra contra el Japó, construint la seva esfera d'influència allà on es presentessin oportunitats, principalment a través d'organitzacions de masses rurals, mesures administratives, de reforma de la terra i tributàries que afavorissin pobres camperols; mentre els nacionalistes intentaven neutralitzar la propagació de la influència comunista mitjançant el bloqueig militar i la lluita contra els japonesos al mateix temps.
La posició del Partit Comunista a la Xina va augmentar encara més després de la invasió soviètica de Manxúria a l'agost de 1945 contra l'estat titella japonès de Manxukuo i l'exèrcit Kwantung japonès a la Xina i Manxúria. Després de la intervenció de la Unió Soviètica contra el Japó a la Segona Guerra Mundial el 1945, Mao Zedong a l'abril i al maig de 1945 havia planejat mobilitzar de 150.000 a 250.000 soldats de tota la Xina per treballar amb les forces de la Unió Soviètica en la captura de Manxúria.

## Altres combatents estatals afiliats

### Albània
Albània va ser reconeguda retroactivament com a "potència associada" a la conferència de París de 1946 i va signar oficialment el tractat que finalitzava la Segona Guerra Mundial entre les "Potències Aliades i Associades" i Itàlia a París, el 10 de febrer de 1947.

### Austràlia
Austràlia era un domini sobirà sota la monarquia australiana, segons l'estatut de Westminster de 1931. Al començament de la guerra, Austràlia va seguir les polítiques exteriors de Gran Bretanya i, en conseqüència, va declarar la guerra contra Alemanya el 3 de setembre de 1939. La política exterior australiana es va independitzar després que el Partit Laborista Australià formés govern l'octubre de 1941 i Austràlia declarés la guerra per separat contra Finlàndia, Hongria i Romania. el 8 de desembre de 1941 i contra el Japó l'endemà.

### Bèlgica

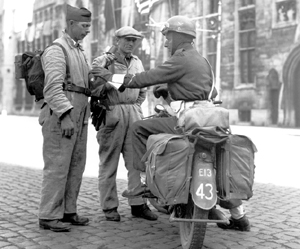
Membres de la resistència belga amb un soldat canadenc a Bruges, setembre de 1944 durant la batalla de l'Escalda

Abans de la guerra, Bèlgica havia seguit una política de neutralitat i només es va convertir en membre aliat després de ser envaïda per Alemanya el 10 de maig de 1940. Durant els combats següents, les forces belgues van lluitar al costat de les forces franceses i britàniques contra els invasors. Mentre els britànics i els francesos lluitaven contra el ràpid avanç alemany en altres llocs del front, les forces belgues van ser empesos a una butxaca cap al nord. Finalment, el 28 de maig, el rei Leopold III es va lliurar a si mateix i als seus militars als alemanys, després d'haver decidit que es perdia la causa aliada. El govern legal belga es va reformar com a govern a l'exili a Londres. Les tropes i pilots belgues van continuar lluitant al bàndol aliat com a Forces belgues lliures. Bèlgica estava ocupada, però es va formar una Resistència considerable i va ser coordinada vagament pel govern de l'exili i altres potències aliades.
Les tropes britàniques i canadenques van arribar a Bèlgica el setembre de 1944 i la capital, Brussel·les, va ser alliberada el 6 de setembre. A causa de l'ofensiva de les Ardenes, el país només va ser completament alliberat a principis de 1945.

#### Colònies i dependències
Bèlgica tenia la colònia del Congo belga i el mandat de la Societat de Nacions de Ruanda-Urundi. El Congo belga no va estar ocupat i es va mantenir fidel als aliats com un actiu econòmic important, mentre que els seus dipòsits d'urani van ser útils per als esforços aliats per desenvolupar la bomba atòmica. Les tropes del Congo belga van participar en la Campanya de l'Àfrica Oriental contra els italians. La Force Publique colonial també va servir en altres teatres, incloses Madagascar, l'Orient Mitjà, l'Índia i Birmània, dins d'unitats britàniques.

### Brasil
Inicialment, el Brasil va mantenir una posició de neutralitat, negociant tant amb els aliats com amb l'Eix, mentre que les polítiques quasi feixistes del president brasiler Getúlio Vargas van indicar una inclinació cap a les potències de l'Eix. No obstant això, a mesura que avançava la guerra, el comerç amb els països de l'Eix es va fer gairebé impossible i els Estats Units van iniciar forts esforços diplomàtics i econòmics per portar Brasil al bàndol aliat.
A principis de 1942, el Brasil va permetre als Estats Units establir bases aèries al seu territori, especialment a Natal, situat estratègicament a l'angle més oriental del continent sud-americà, i el 28 de gener el país va trencar les relacions diplomàtiques amb Alemanya, Japó i Itàlia. Després d'això, 36 vaixells mercants brasilers van ser enfonsats per les armades alemanya i italiana, cosa que va portar el govern brasiler a declarar la guerra contra Alemanya i Itàlia el 22 d'agost de 1942.
Aleshores, Brasil va enviar a Europa una força expedicionària de 25.700 homes que va lluitar principalment al front italià, des de setembre de 1944 fins a maig de 1945. A més, la Marina i la Força Aèria brasileres van actuar a l'oceà Atlàntic des de mitjans de 1942 fins al final de la guerra. El Brasil va ser l'únic país sud-americà que va enviar tropes a lluitar al teatre europeu durant la Segona Guerra Mundial.

### Canadà
El Canadà era un domini sobirà sota la monarquia canadenca, segons l'Estatut de Westminster de 1931. En una declaració simbòlica de política exterior autònoma, el primer ministre William Lyon Mackenzie King va retardar la votació del parlament sobre una declaració de guerra durant set dies després que Gran Bretanya hagués declarat la guerra. Canadà va ser l'últim membre de la Commonwealth a declarar la guerra a Alemanya el 10 de setembre de 1939.

### Cuba
A causa de la posició geogràfica de Cuba a l'entrada del golf de Mèxic, el paper de l'Havana com a principal port comercial de les Índies Occidentals i els recursos naturals del país, Cuba va ser un participant important al teatre americà de la Segona Guerra Mundial, i, posteriorment, un dels majors beneficiaris del programa estatunidenc de préstec i arrendament. Cuba va declarar la guerra a les potències de l'Eix el desembre de 1941, convertint-la en una dels primers països llatinoamericans que entrà en conflicte i, al final de la guerra el 1945, els seus militars s'havien desenvolupat la reputació de ser el més eficient i cooperatiu de tots els estats del Carib. El 15 de maig de 1943, la patrulla cubana CS-13 va enfonsar el submarí alemany U-176.

### Etiòpia
L'Imperi etíop va ser envaït per Itàlia el 3 d'octubre de 1935. El 2 de maig de 1936, l'emperador Haile Selassie I va fugir a l'exili, just abans de l'ocupació italiana el 7 de maig. Després de l'esclat de la Segona Guerra Mundial, el govern exiliat etíop va cooperar amb els britànics durant la invasió britànica de l'Àfrica Oriental italiana a partir del juny de 1940. Haile Selassie va tornar al seu govern el 18 de gener de 1941. Etiòpia va declarar la guerra a Alemanya, Itàlia i el Japó el desembre de 1942.

### Grècia
Itàlia va envair Grècia el 28 d'octubre de 1940 i, conseqüentment, aquesta es va unir als aliats. L'exèrcit grec va aconseguir aturar l'ofensiva italiana del protectorat d'Albània i les forces gregues van empènyer les forces italianes cap a Albània. No obstant això, després de la invasió alemanya de Grècia a l'abril de 1941, les forces alemanyes van aconseguir ocupar la Grècia continental i, un mes després, l'illa de Creta. El govern grec es va exiliar, mentre el país es va situar sota un govern titella i dividida en zones d'ocupació dirigides per Itàlia, Alemanya i Bulgària. A partir de 1941, va aparèixer un fort moviment de resistència, principalment a l'interior muntanyós, on va establir una "Grècia Lliure" a mitjan 1943. Després de la capitulació italiana el setembre de 1943, la zona italiana va ser presa pels alemanys. Les forces de l'eix van abandonar la Grècia continental a l'octubre de 1944, tot i que algunes illes del mar Egeu, sobretot Creta, van romandre sota ocupació alemanya fins al final de la guerra.

### Iugoslàvia

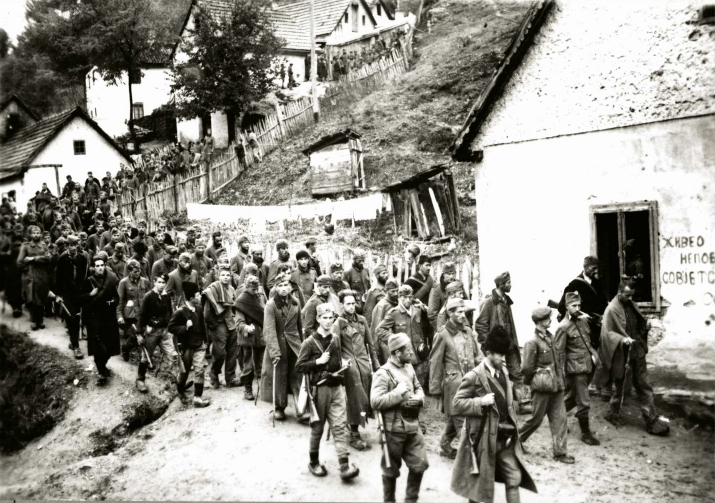
Partisans i chetniks que escortaven alemanys capturats per la Užice, a la tardor de 1941

Iugoslàvia va entrar en guerra al bàndol aliat després de la invasió de les potències de l'Eix el 6 d'abril de 1941. L'exèrcit reial iugoslau va ser derrotat a fons en menys de dues setmanes i el país va ser ocupat a partir del 18 d'abril. El líder feixista croata amb suport italià, Ante Pavelić, va declarar l'Estat independent de Croàcia abans que acabés la invasió. El rei Pere II i bona part del govern iugoslau havia abandonat el país. Al Regne Unit, es van unir a molts altres governs a l'exili de l'Europa ocupada pels nazis. Començant per la revolta a Herzegovina el juny de 1941, hi va haver una resistència contínua contra l'eix a Iugoslàvia fins al final de la guerra.

#### Faccions de la resistència

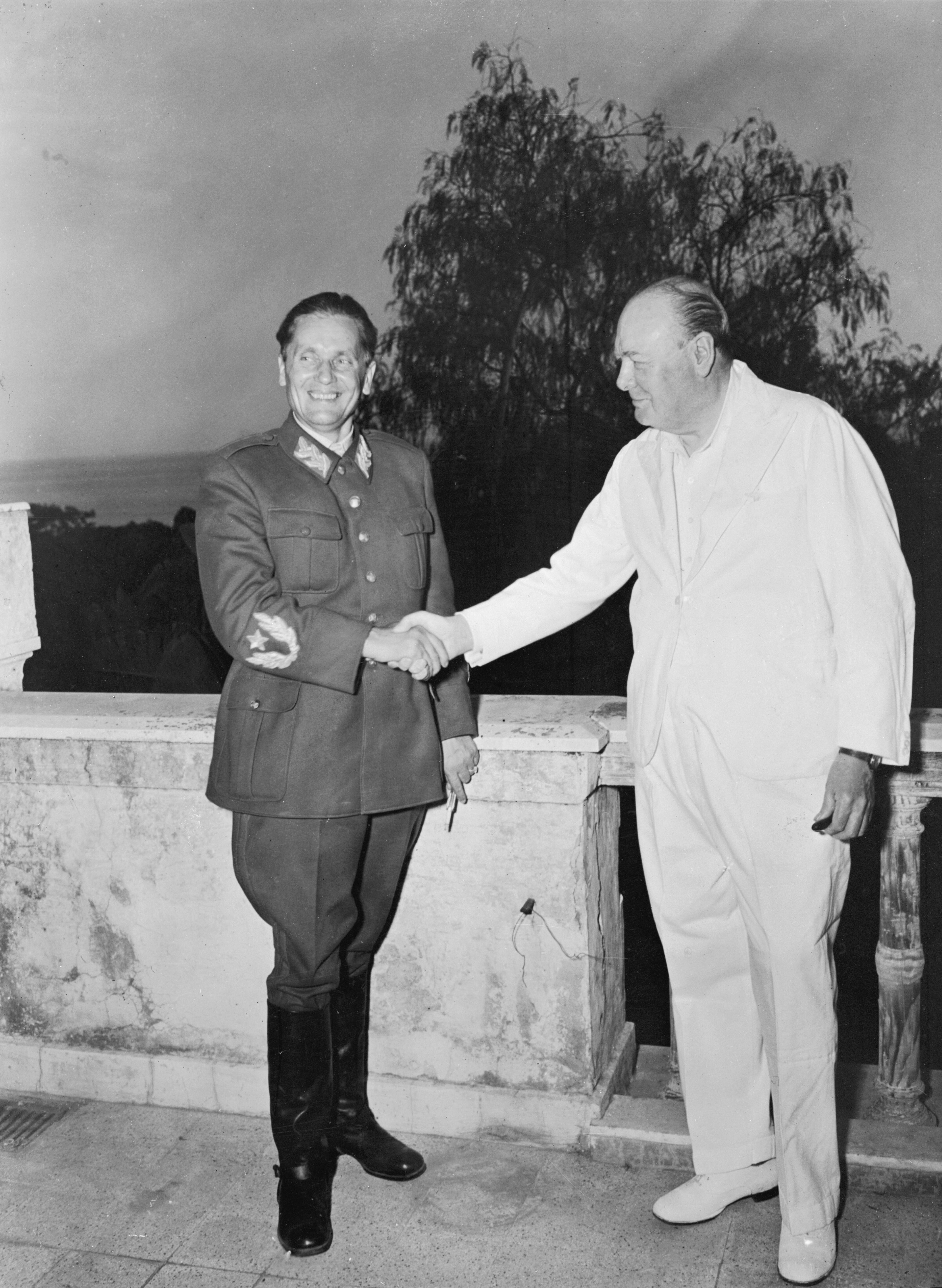
El líder partisà, el mariscal Josip Broz Tito, amb Winston Churchill el 1944

Abans de finals de 1941, el moviment de resistència anti-Eix es va dividir entre els txetniks monàrquics i els partisans iugoslaus comunistes de Josip Broz Tito que van lluitar els uns contra els altres durant la guerra i contra les forces d'ocupació. Els partisans iugoslaus van aconseguir resistir considerablement a l'ocupació de l'Eix, formant diversos territoris alliberats durant la guerra. A l'agost de 1943, hi havia més de 30 divisions de l'Eix al territori de Iugoslàvia, sense incloure les forces de l'estat titella croat i altres formacions. El 1944, les principals potències aliades van convèncer els partisans iugoslaus de Tito i el govern monàrquic iugoslau dirigit pel primer ministre Ivan Šubašić signar el Tractat de Vis que va crear la Iugoslàvia Federal Democràtica.

##### Partisans
Els partisans van ser un important moviment de resistència iugoslau contra l'ocupació i la partició de l'Eix. Inicialment, els partisans tenien rivalitat amb els txetniks pel control del moviment de resistència. Tanmateix, els partisans van ser reconeguts pels aliats orientals i occidentals com el principal moviment de resistència el 1943. Després d'això, la seva força va augmentar ràpidament, passant de 100.000 a principis de 1943 a més de 648.000 el setembre de 1944. El 1945 es van transformar en l'Exèrcit iugoslau, organitzat en quatre exèrcits de camp amb 800.000 combatents.

##### Txetniks

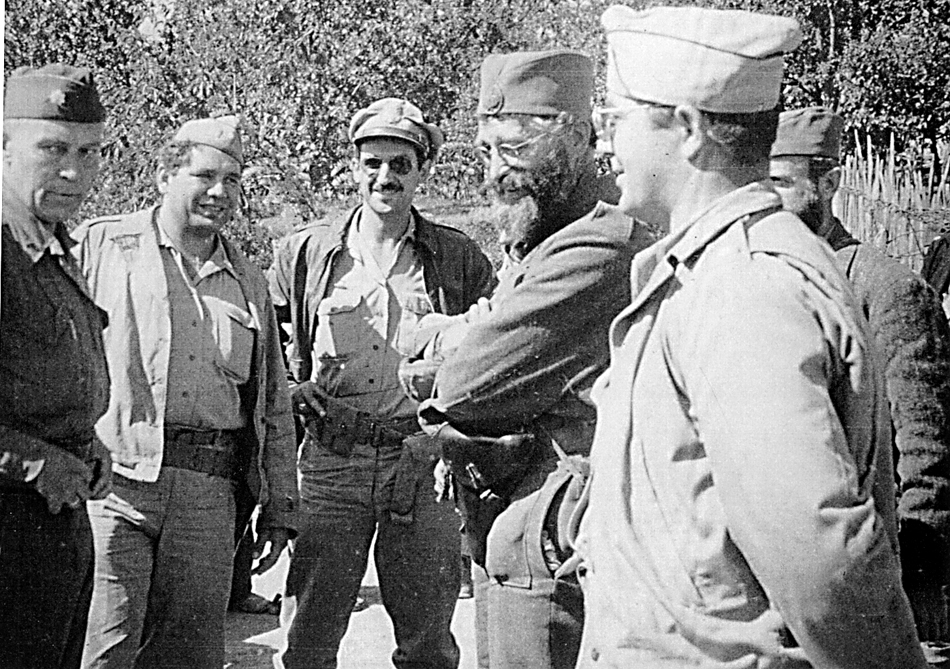
El líder dels txetniks, el general Mihailovic, amb membres de la missió militar dels Estats Units, l'Operació Halyard, 1944

Els txetniks, el nom breu que es va donar al moviment anomenat Exèrcit Iugoslau de la Pàtria, van ser inicialment un important moviment de resistència iugoslau aliat. No obstant això, a causa de les seves opinions reialistes i anticomunistes, es considerava que els txetniks començaven a col·laborar amb l'Eix com a moviment tàctic per centrar-se en la destrucció dels seus rivals partidaris. Els txetniks es presentaven com un moviment iugoslau, però eren principalment un moviment serbi. Van assolir el seu apogeu el 1943 amb 93.000 combatents. La seva principal contribució va ser l'Operació Halyard el 1944. En col·laboració amb l'OSS, 413 aviadors aliats abatuts sobre Iugoslàvia van ser rescatats i evacuats.

### Luxemburg
Abans de la guerra, Luxemburg havia seguit una política de neutralitat i només es va convertir en membre aliat després de ser envaït per Alemanya el 10 de maig de 1940. El govern a l'exili va fugir, acabant a Anglaterra. Va fer emissions en llengua luxemburguesa al país ocupat per la BBC. El 1944, el govern a l'exili va signar un tractat amb els governs belga i holandès, creant la Unió Econòmica del Benelux i també va signar el sistema de Bretton Woods.

### Mèxic
Mèxic va declarar la guerra a Alemanya el 1942 després que els submarins alemanys ataquessin els petrolers mexicans tankers Potrero del Llano i Faja de Oro que transportaven cru als Estats Units. Aquests atacs van provocar que el president Manuel Ávila Camacho declarés la guerra a les potències de l'Eix.
Mèxic va formar l'esquadró de combat Escuadrón 201 com a part de la Força Aèria Expedicionària Mexicana (FAEM). L'esquadró estava adscrit al 58è Grup de Caces de les Forces Aèries de l'Exèrcit dels Estats Units i va dur a terme missions de suport aeri tàctic durant l'alliberament de la principal illa filipina de Luzon l'estiu de 1945.
Uns 300.000 ciutadans mexicans van anar als Estats Units a treballar a granges i fàbriques. Uns 15.000 ciutadans nord-americans d'origen mexicà i residents mexicans als Estats Units es van inscriure a les Forces Armades dels Estats Units i van lluitar en diversos fronts del món.

### Noruega

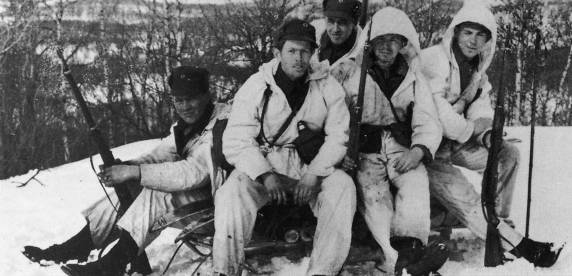
Soldats noruecs al front de Narvik, maig de 1940

A causa de la seva ubicació estratègica per al control de les vies marítimes al mar del Nord i a l'Atlàntic, tant els aliats com Alemanya es van preocupar perquè l'altra banda guanyés el control del país neutral. Finalment, Alemanya va atacar primer amb l'operació Weserübung el 9 d'abril de 1940, que va resultar en la campanya de Noruega de dos mesos de durada, que va acabar amb una victòria alemanya i la seva ocupació de Noruega durant tota la guerra.
Unitats de les Forces Armades de Noruega evacuades de Noruega o criades a l'estranger van continuar participant a la guerra des de l'exili.
La flota mercant noruega, aleshores la quarta més gran del món, es va organitzar a Nortraship per donar suport a la causa aliada. Nortraship era la companyia naviliera més gran del món, i en la seva altura va operar més d'un miler de vaixells.
Noruega era neutral quan Alemanya va envair, i no és clar quan Noruega es va convertir en un país aliat. Les forces de Gran Bretanya, França i Polònia a l'exili van donar suport a les forces noruegues contra els invasors però sense un acord específic. El gabinet de Noruega va signar un acord militar amb Gran Bretanya el 28 de maig de 1941. Aquest acord va permetre a totes les forces noruegues a l'exili operar sota el comandament del Regne Unit. Les tropes noruegues a l'exili haurien d'estar preparades principalment per a l'alliberament de Noruega, però també es podrien utilitzar per defensar la Gran Bretanya. Al final de la guerra, les forces alemanyes a Noruega es van rendir als oficials britànics el 8 de maig i les tropes aliades van ocupar Noruega fins al 7 de juny.

### Nova Zelanda
Nova Zelanda era un domini sobirà sota la monarquia de Nova Zelanda, segons l'estatut de Westminster de 1931. Va entrar ràpidament a la Segona Guerra Mundial, declarant oficialment la guerra a Alemanya el 3 de setembre de 1939, poques hores després de Gran Bretanya. A diferència d'Austràlia, que s'havia sentit obligada a declarar la guerra, ja que tampoc no havia ratificat l'Estatut de Westminster, Nova Zelanda ho va fer com a signe de fidelitat a Gran Bretanya i en reconeixement de l'abandonament de la seva antiga política d'apaivagament per part de Gran Bretanya. Nova Zelanda feia temps que s'hi oposava. Això va fer que aleshores el primer ministre Michael Joseph Savage declarés dos dies després:
| « | Falta indicar el text de la citació. | » |

### Països Baixos
Els Països Baixos es van convertir en membres aliats després de ser envaïts el 10 de maig de 1940 per Alemanya. Durant la campanya que prosseguí, els Països Baixos van ser derrotats i ocupats per Alemanya. Els Països Baixos van ser alliberats per forces canadenques, britàniques, americanes i altres aliades durant les campanyes de 1944 i 1945. La brigada Princesa Irene, formada a partir dels fugitius de la invasió alemanya, va participar en diverses accions el 1944 a Arromanches i el 1945 als Països Baixos. Els vaixells de la Marina van actuar al Canal de la Mànega, al Mar del Nord i al Mediterrani, generalment com a part de les unitats de la Royal Navy. Els aviadors holandesos que volaven amb avions britànics van participar en la guerra aèria sobre Alemanya.

#### Colònies i dependències
Les Índies Orientals Holandeses (l'actual Indonèsia) era la principal colònia holandesa d'Àsia i va ser presa per Japó el 1942. Durant la campanya de les Índies Orientals Holandeses, els Països Baixos van tenir un paper important en l'esforç aliat per frenar l'avanç japonès com a part del comandament americà-britànic-holandès-australià (ABDA). La flota ABDA finalment es va trobar amb la flota japonesa de superfície a la batalla del mar de Java, en la qual Doorman va donar l'ordre d'enfrontar-se. Durant la batalla següent, la flota ABDA va patir fortes pèrdues i va ser destruïda principalment després de diverses batalles navals al voltant de Java ; més tard es va dissoldre el Comandament ABDA. Els japonesos finalment van ocupar les Índies Orientals Holandeses al febrer-març de 1942. Les tropes, els avions i els vaixells escapats dels Països Baixos van continuar lluitant al bàndol aliat i també van organitzar una campanya de guerrilles a Timor.

### Polònia

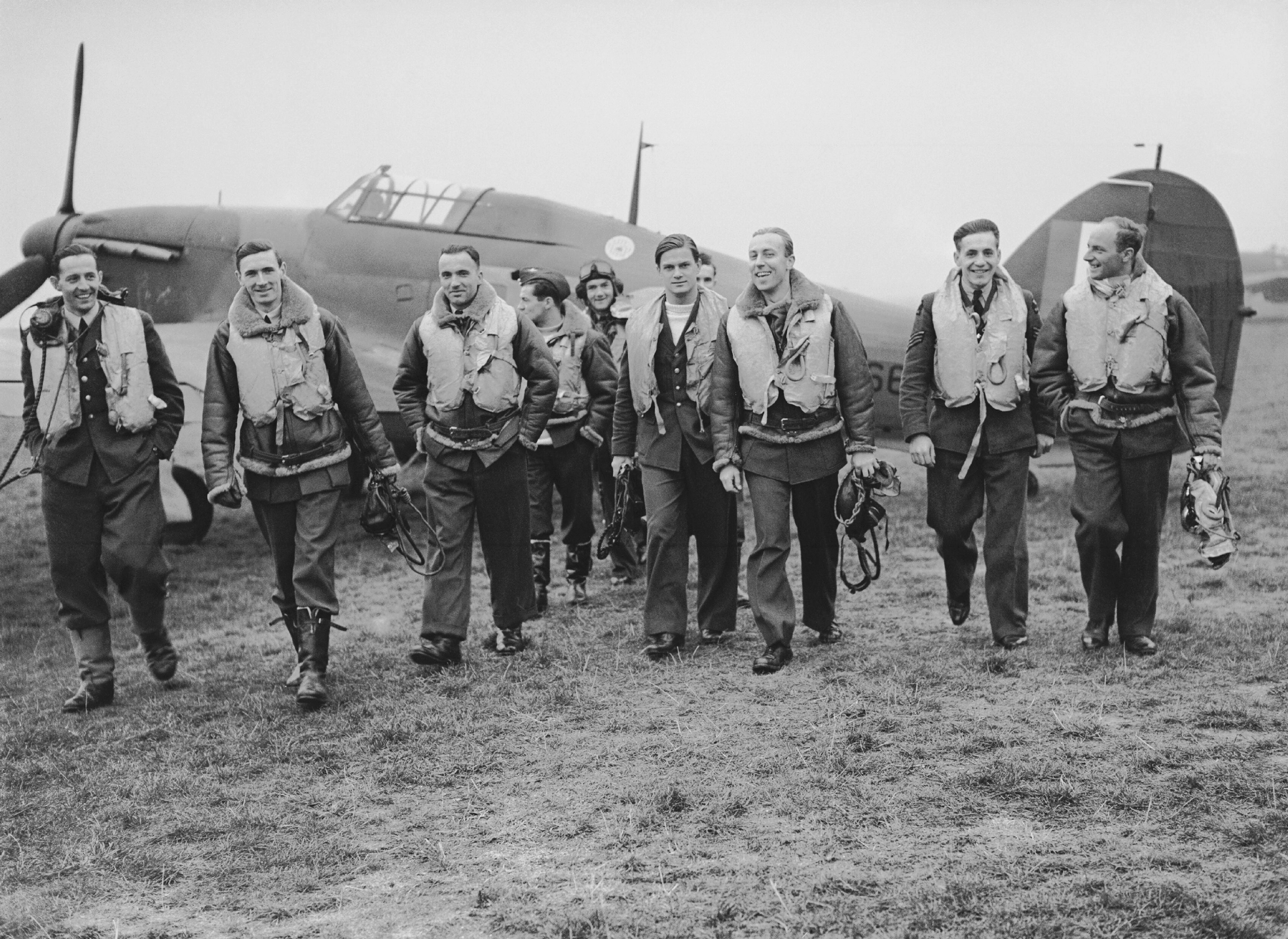
Pilots de l'esquadró de combat polonès núm. 303 Kościuszko durant la batalla d'Anglaterra

La invasió de Polònia l'1 de setembre de 1939 va iniciar la guerra a Europa i el Regne Unit i França van declarar la guerra a Alemanya el 3 de setembre. Polònia va presentar el tercer exèrcit més gran entre els aliats europeus, després de la Unió Soviètica i el Regne Unit, però abans de França.
L'exèrcit polonès va patir una sèrie de derrotes els primers dies de la invasió. La Unió Soviètica va considerar unilateralment la fugida a Romania del president Ignacy Mościcki i del mariscal Edward Rydz-Śmigły el 17 de setembre com a prova de debellatio que va provocar l'extinció de l'estat polonès i, en conseqüència, es va declarar autoritzada a envair (segons la posició soviètica: "a protegir ") Polònia oriental a partir del mateix dia. No obstant això, l'Exèrcit Roig havia envaït la Segona República Polonesa diverses hores abans que el president polonès fugís a Romania. Els soviètics van envair el 17 de setembre a les 3 de la matinada, mentre el president Mościcki creuava la frontera polonès-romanesa a les 21:45 del mateix dia. L'exèrcit polonès va continuar lluitant tant contra els alemanys com contra els soviètics, i l'última gran batalla de la guerra, la batalla de Kock, va acabar a la 1 de la matinada del 6 d'octubre de 1939 amb el Grup Operatiu Independent "Polesie", un camp exèrcit, rendint-se per manca de municions. El país mai no es va rendir oficialment al Tercer Reich ni a la Unió Soviètica, principalment perquè cap de les potències totalitàries va sol·licitar una rendició oficial i va continuar l'esforç de guerra sota el govern polonès a l'exili.

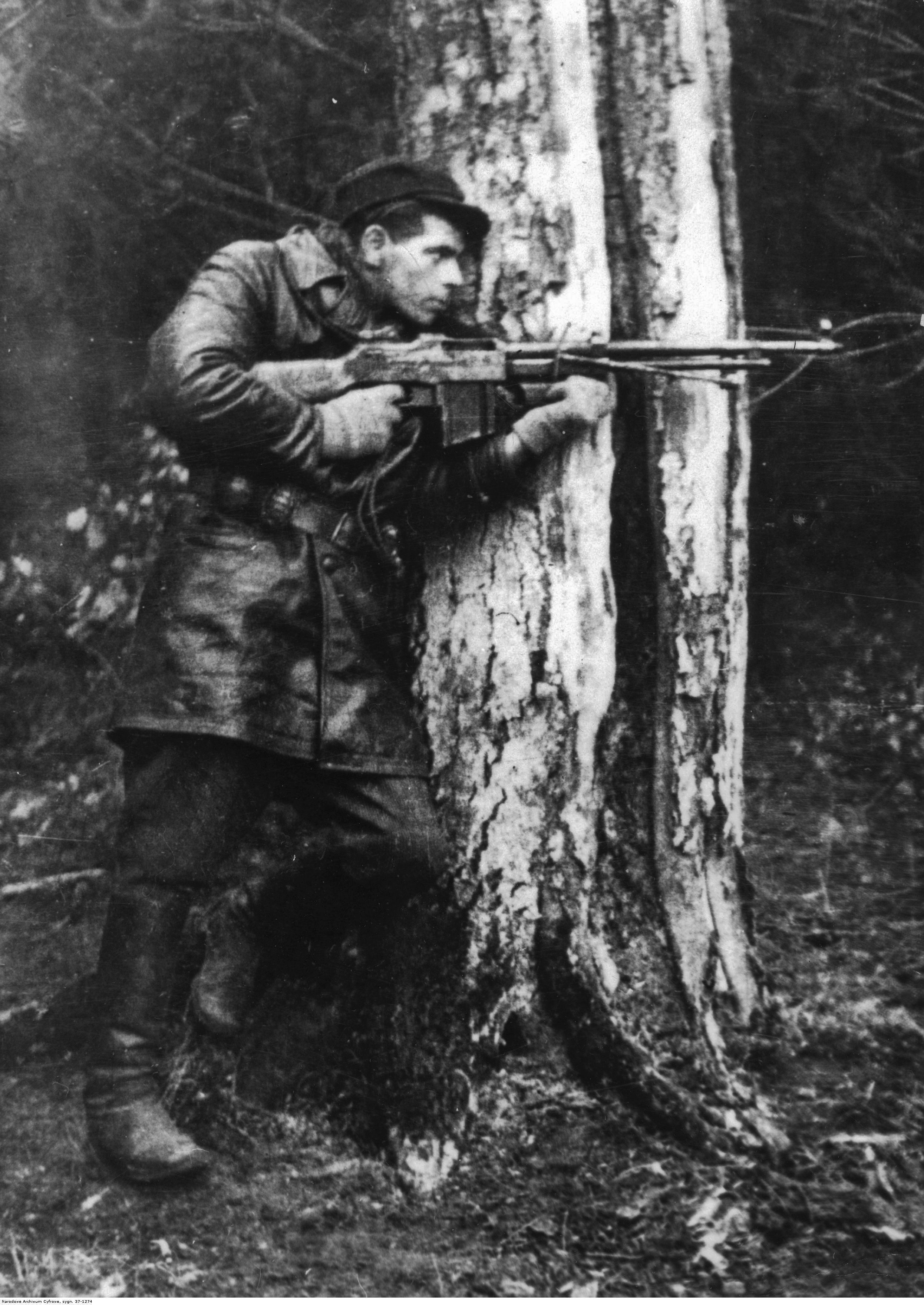
Polonès partidari de l'Exèrcit Nacional(AK), "Jędrusie" unitat, portant una metralladora lleugera Browning wz.1928

Els soldats polonesos van lluitar sota la seva pròpia bandera però sota el comandament dels militars britànics. Van ser els principals contribuents als aliats al teatre de guerra a l'oest d'Alemanya i al teatre de guerra a l'est d'Alemanya, amb la Unió Soviètica. Les forces armades poloneses a Occident, creades després de la caiguda de Polònia, van jugar papers menors a la batalla de França, i altres de més grans a les campanyes italiana i nord-africana. La Unió Soviètica va reconèixer el govern amb seu a Londres al principi. Però va trencar les relacions diplomàtiques després que fos revelada la massacre de ciutadans polonesos a Katyn. El 1943, la Unió Soviètica va organitzar l'exèrcit popular polonès sota la direcció de Zygmunt Berling, al voltant del qual va construir l'estat successor de la República Popular de Polònia a la postguerra. L'exèrcit popular polonès format a l'URSS va participar en diverses batalles del front oriental, inclosa la batalla de Berlín, la batalla final del teatre de guerra europeu.
L'exèrcit nacional, fidel al govern amb seu a Londres i la força subterrània més gran d'Europa, així com altres organitzacions de resistència més petites de la Polònia ocupada, van proporcionar intel·ligència als aliats i van provocar el descobriment de crims de guerra nazis (com els camps d'extermini).

### República Dominicana
La República Dominicana va ser un dels pocs països disposats a acceptar la immigració massiva jueva durant la Segona Guerra Mundial. A la conferència d'Évian, es va oferir a acceptar fins a 100.000 refugiats jueus. La DORSA (Associació d'assentament de la República Dominicana) es va formar amb l'ajut de la JDC, i va ajudar a establir jueus a Sosúa, a la costa nord. Al voltant de 700 jueus europeus d' ascendència jueva ashkenazi van arribar a l'assentament on cada família va rebre 33 hectàrees de terra, 10 vaques (més 2 vaques addicionals per nen), una mula i un cavall i un préstec de 10.000 dòlars (uns 176.000 dòlars a preus de 2021) a l'interès de l'1%.
La República Dominicana va declarar oficialment la guerra a les potències de l'Eix l'11 de desembre de 1941, després de l'atac a Pearl Harbor. Tanmateix, l'estat caribeny ja havia participat en accions de guerra des d'abans de la declaració formal de guerra. Els velers i goletes dominicans havien estat atacats en ocasions anteriors per submarins alemanys com, destacant el cas del vaixell mercant de 1.993 tones, "San Rafael", que feia un viatge des de Tampa, Florida a Kingston, Jamaica, a 80 milles de distància de el seu destí final, va ser torpedinat pel submarí alemany U-125, provocant que el comandant hagués de donar l'ordre d'abandonar el vaixell. Tot i que la tripulació del San Rafael va aconseguir escapar de l'esdeveniment, seria recordat per la premsa dominicana com un senyal de la infàmia dels submarins alemanys i del perill que representaven al Carib.
Recentment, a causa d'un treball de recerca realitzat per l'Ambaixada dels Estats Units d'Amèrica a Santo Domingo i l'Institut d'Estudis Dominicans de la Ciutat de Nova York (CUNY), es van descobrir documents del Departament de Defensa en què es va confirmar que al voltant de 340 homes i dones d'origen dominicà van formar part de les Forces Armades dels Estats Units durant la Segona Guerra Mundial. Molts d'ells van rebre medalles i altres reconeixements per les seves accions destacades en combat.

### Sud-àfrica
Sud-àfrica era un domini sobirà sota la monarquia sud-africana, segons l'estatut de Westminster de 1931. Sud-àfrica tenia l'autoritat sobre el mandat del sud-oest d'Àfrica.

### Txecoslovàquia
El 1938, amb l'Acord de Múnic, Txecoslovàquia, el Regne Unit i França van intentar resoldre les reclamacions irredentistes alemanyes a la regió dels Sudets. Com a resultat, la incorporació dels Sudets a Alemanya va començar l'1 d'octubre de 1938. A més, una petita part nord-est de la regió fronterera coneguda com Zaolzie va ser ocupada i annexionada a Polònia. A més, amb el Primer Premi de Viena, Hongria va rebre territoris del sud d'Eslovàquia i la Rutènia dels Carpats.
El 14 de març de 1939 es va proclamar un estat eslovac i l'endemà Hongria va ocupar i annexionar la resta de Rutènia dels Carpats i la Wehrmacht alemanya es va traslladar a la resta de les terres txeces. El 16 de març de 1939 es va proclamar el Protectorat de Bohèmia i Moràvia després de les negociacions amb Emil Hácha, que va romandre tècnicament cap d'estat amb el títol de president de l'Estat. Al cap d'uns mesos, l'expresident txecoslovac Beneš va organitzar un comitè a l'exili i va buscar el reconeixement diplomàtic com a govern legítim de la Primera República txecoslovaca. L'èxit del comitè en obtenir informació i coordinar accions de la resistència txecoslovaca va portar primer la Gran Bretanya i després els altres aliats a reconèixer-la el 1941. El desembre de 1941 el govern txecoslovac a l'exili va declarar la guerra a les potències de l'Eix. Unitats militars txecoslovacs van participar en la guerra.

## Estats clients i estats ocupats

### Imperi Britànic

#### Egipte
El Regne d'Egipte era nominalment sobirà des del 1922, però efectivament va romandre a l'esfera d'influència britànica; la flota mediterrània britànica estava estacionada a Alexandria, mentre que les forces de l'exèrcit britànic es basaven a la zona del canal de Suez. Va ser un país neutral durant la major part de la Segona Guerra Mundial, però el tractat anglo-egipci de 1936 va permetre a les forces britàniques a Egipte defensar el canal de Suez. El Regne Unit va controlar Egipte i el va utilitzar com a base principal per a les operacions aliades a tota la regió, especialment les batalles al nord d'Àfrica contra Itàlia i Alemanya. Les seves màximes prioritats eren el control de la Mediterrània oriental, i sobretot mantenir el canal de Suez obert per als vaixells mercants i per a les connexions militars amb l'Índia i Austràlia.
Egipte es va enfrontar a una campanya de l'Eix dirigida per les forces italianes i alemanyes durant la guerra. La frustració britànica pel regnat del rei Faruk sobre Egipte va provocar l'incident del Palau Abdeen de 1942, on les forces de l'exèrcit britànic van envoltar el palau reial i van exigir l'establiment d'un nou govern, gairebé forçant l'abdicació de Faruk fins que es va sotmetre a les demandes britàniques. El Regne d'Egipte es va unir a les Nacions Unides el 24 de febrer de 1945.

#### Índia (Raj britànic)
En esclatar la Segona Guerra Mundial, l'exèrcit britànic indi comptava amb 205.000 homes. Més tard, durant la Segona Guerra Mundial, l'exèrcit indi es va convertir en la força de voluntaris més gran de la història, amb una mida de més de 2,5 milions d'homes. Aquestes forces incloïen tancs, artilleria i forces aèries.
Els soldats indis van guanyar 30 creus Victòria durant la Segona Guerra Mundial. Durant la guerra, l'Índia va patir més baixes civils que el Regne Unit, amb la fam de Bengala de 1943 que es calcula que va matar almenys 2-3 milions de persones. A més l'Índia va patir 87.000 baixes militars, més que qualsevol colònia de la corona però menys que el Regne Unit, que va patir 382.000 baixes militars.

#### Birmània
Birmània era una colònia britànica al començament de la Segona Guerra Mundial. Més tard va ser envaïda per les forces japoneses i això va contribuir a la fam de Bengala de 1943. Per als nadius birmans, va ser un alçament contra el domini colonial, de manera que alguns van lluitar al costat dels japonesos, però la majoria de les minories van lluitar al costat dels aliats. Birmània també va aportar recursos com l'arròs i el cautxú.

### Esfera soviètica

#### Bulgària
Després d'un període de neutralitat, Bulgària es va unir a les potències de l'Eix del 1941 al 1944. L'Església Ortodoxa i altres van convèncer el rei Boris de no permetre la deportació dels jueus búlgars als camps de concentració. El rei va morir poc després, sospitós de ser enverinat després d'una visita a Alemanya. Bulgària va abandonar l'Eix i es va unir als aliats quan la Unió Soviètica va envair, sense oposar resistència a les forces entrants. Les tropes búlgares van lluitar al costat de l'exèrcit soviètic a Iugoslàvia, Hongria i Àustria. En els tractats de pau de 1947, Bulgària va guanyar una petita àrea prop del mar Negre de Romania, convertint-se en l'únic antic aliat alemany que va guanyar territori des de la Segona Guerra Mundial.

#### Repúbliques asiàtiques i caucàsiques
Entre les forces soviètiques durant la Segona Guerra Mundial, milions de tropes eren de les repúbliques soviètiques de l'Àsia central. Inclouen 1.433.230 soldats de l'Uzbekistan, més d'un milió del Kazakhstan, i més de 700.000 d'Azerbaidjan, entre altres repúbliques de l'Àsia central.

#### Mongòlia
Mongòlia va lluitar contra el Japó durant la batalla de Khalkhin Gol el 1939 i la guerra soviètico-japonesa de l'agost de 1945 per protegir la seva independència i alliberar Mongòlia del Sud del Japó i la Xina. Mongòlia havia estat una esfera d'influència soviètica des dels anys vint.

#### Polònia
El 1944, Polònia va entrar a l'esfera d'influència soviètica amb l'establiment del règim comunista de Władysław Gomułka. Les forces poloneses van lluitar al costat de les forces soviètiques contra Alemanya.

#### Romania

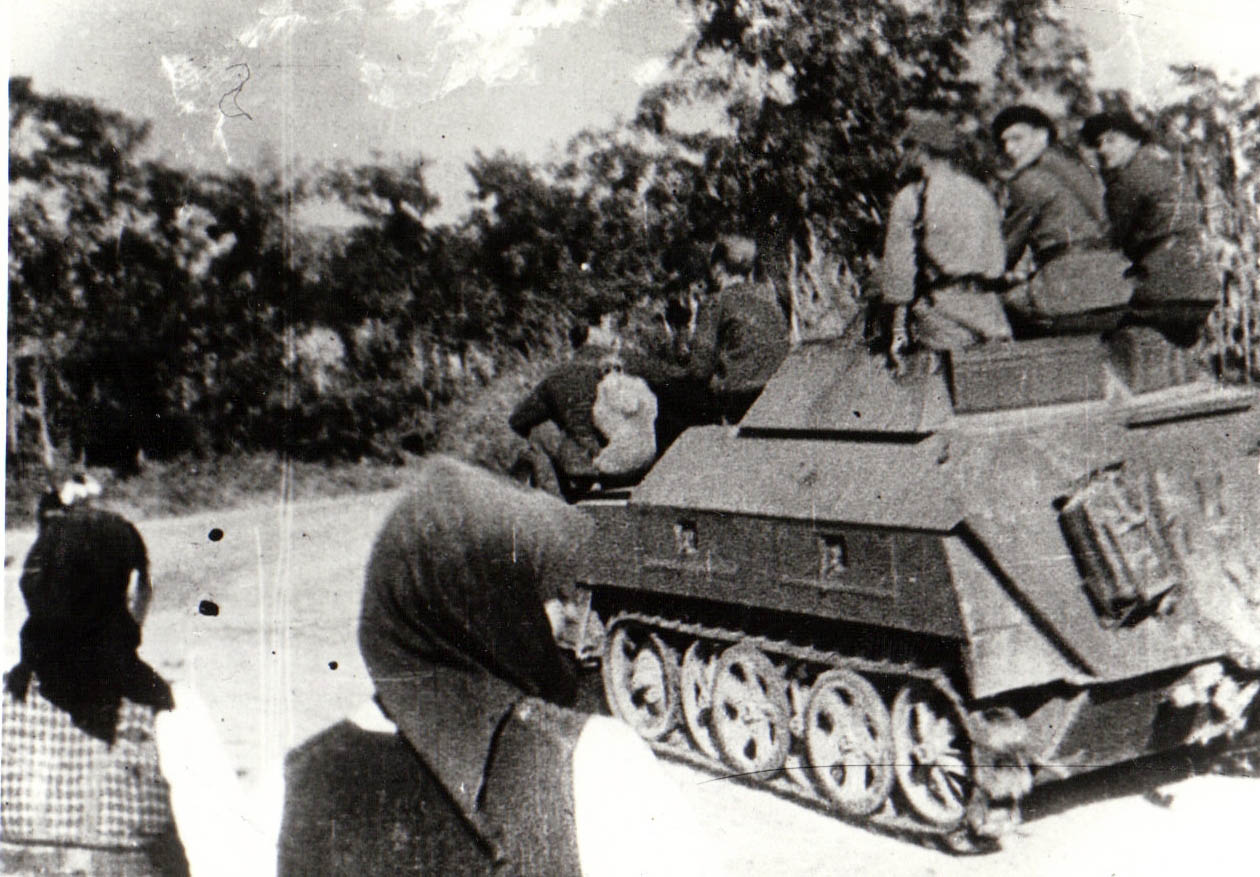
Soldats romanesos a Transsilvània, setembre-octubre de 1944

Romania havia estat inicialment membre de les potències de l'Eix, però va canviar la seva lleialtat en enfrontar-se a la invasió de la Unió Soviètica. En una missatge transmès per ràdio al poble i a l'exèrcit romanès la nit del 23 d'agost de 1944, el rei Miquel va emetre l'alto el foc, va proclamar la lleialtat de Romania als aliats, va anunciar l'acceptació d'un armistici (que es signarà el 12 de setembre) ofert per la Unió Soviètica, el Regne Unit, els Estats Units i va declarar la guerra a Alemanya. El cop va accelerar l'avanç de l'Exèrcit Roig cap a Romania, però no va evitar una ràpida ocupació soviètica i la captura d'uns 130.000 soldats romanesos, que van ser transportats a la Unió Soviètica, on molts van morir als camps de presoners.
L'armistici es va signar tres setmanes després el 12 de setembre de 1944, en termes pràcticament dictats per la Unió Soviètica. Sota els termes de l'armistici, Romania va anunciar la seva rendició incondicional a la URSS i va ser posada sota l'ocupació de les forces aliades amb la Unió Soviètica com a representant seu, al control dels mitjans de comunicació, la comunicació, el correu i administració civil darrere del front.
Les tropes romaneses van lluitar al costat de l'exèrcit soviètic fins al final de la guerra, arribant fins a Eslovàquia i Alemanya.

### Tuva
La República Popular de Tuva va ser un estat parcialment reconegut fundat a partir de l'antic protectorat tuvà de la Rússia imperial. Va ser un estat client de la Unió Soviètica i va ser annexionat a la Unió Soviètica el 1944.

## Estats co-bel·ligerants combatents

### Itàlia

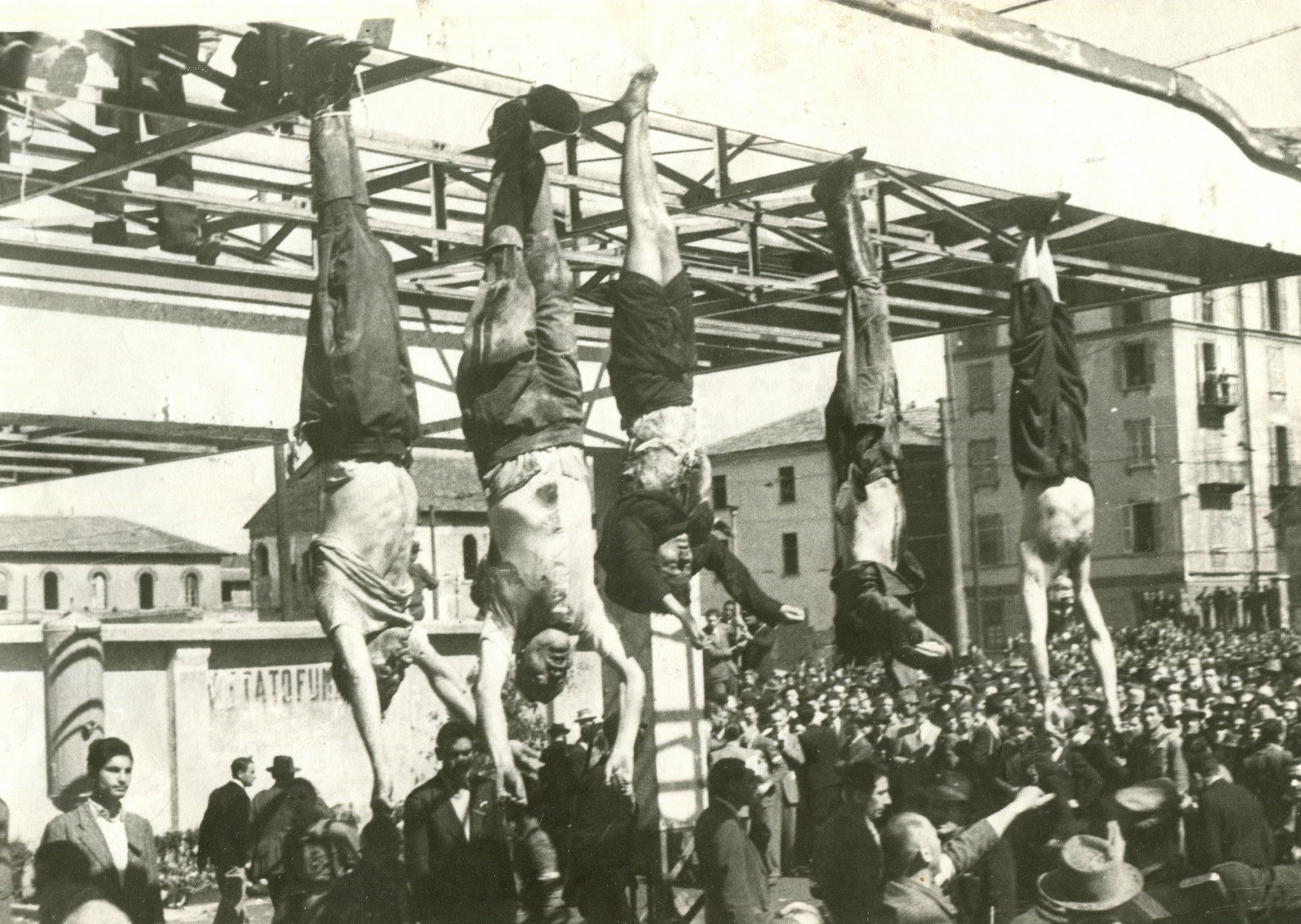
Els cadàvers de Benito Mussolini, la seva amant Clara Petacci i diversos líders feixistes, penjats per a exhibició pública després que els partisans italians els executessin el 1945

Itàlia havia estat inicialment un membre líder de les potències de l'Eix, però després d'haver patit múltiples pèrdues militars, inclosa la pèrdua de totes les colònies d'Itàlia per l'avanç de les forces aliades, el Duce Benito Mussolini va ser deposat i arrestat el juliol de 1943 per ordre del rei Víctor Manuel III, en cooperació amb membres del Gran Consell del Feixisme que consideraven que Mussolini havia portat Itàlia a la ruïna aliant-se amb Alemanya a la guerra. Víctor Manuel III va desmantellar els aparells restants del règim feixista i va nomenar el mariscal Pietro Badoglio com a primer ministre d'Itàlia. El 8 de setembre de 1943, Itàlia va signar l'armistici de Cassibile amb els aliats, posant fi a la guerra d'Itàlia amb els aliats i posant fi a la participació d'Itàlia amb les potències de l'Eix. Amb l'espera de represàlies alemanyes immediates, Víctor Emanuel III i el govern italià es van traslladar al sud d'Itàlia sota control aliat. Alemanya va veure les accions del govern italià com un acte de traïció i les forces alemanyes van ocupar immediatament tots els territoris italians fora del control aliat, fins i tot en alguns casos massacrant tropes italianes.
Itàlia es va convertir en un bel·ligerant dels aliats i es va crear l'Exèrcit italià cobel·ligerant per lluitar contra l'ocupació alemanya del nord d'Itàlia, on paracaigudistes alemanys van rescatar Mussolini de la seva detenció i va ser posat al capdavant d'un estat titella alemany conegut com la República Social Italiana (RSI). Itàlia va caure a la guerra civil fins al final de les hostilitats després de la seva deposició i detenció, amb els feixistes que li eren fidels, aliant-se amb les forces alemanyes i ajudant-los contra el govern d'armistici italià i els partisans.

## Llegat

### Carta de les Nacions Unides
La Declaració de les Nacions Unides de l'1 de gener de 1942, signada pels "Quatre Policies" (Estats Units, Regne Unit, Unió Soviètica i Xina) i 22 nacions més, va establir les bases per al futur de les Nacions Unides.
A la Conferència de Potsdam de juliol-agost de 1945, el successor de Roosevelt, Harry S. Truman, va proposar que els ministres d'Afers Exteriors de la Xina, França, la Unió Soviètica, el Regne Unit i els Estats Units "redactessin el tractats de pau i assentaments fronterers d'Europa ", que va conduir a la creació del Consell de Ministres d'Afers Exteriors dels" Cinc Grans ", i poc després es va establir aquests estats com a membres permanents del Consell de Seguretat de les Nacions Unides.
La Carta de les Nacions Unides es va acordar durant la guerra a la Conferència de les Nacions Unides sobre Organització Internacional, celebrada entre abril i juliol de 1945. La Carta va ser signada per 50 estats el 26 de juny (Polònia tenia el seu lloc reservat i més tard es va convertir en la 51a " "signatari original", i va ser formalment ratificat poc després de la guerra del 24 d'octubre de 1945. El 1944, les Nacions Unides es van formular i van negociar entre les delegacions de la Unió Soviètica, el Regne Unit, els Estats Units i la Xina a la Conferència de Dumbarton Oaks on es va decidir la formació i els escons permanents (per als "cinc grans", la Xina, França, el Regne Unit, els Estats Units i l'URSS) del Consell de Seguretat de les Nacions Unides. El Consell de Seguretat es va reunir per primera vegada immediatament després de la guerra el 17 de gener de 1946.
Aquests són els 51 signants originals (els membres permanents de l'UNSC tenen un asterisc):
| - República Argentina - Mancomunitat d'Austràlia - Regne de Bèlgica - República de Bolívia - Estats Units del Brasil - República Socialista Soviètica de Belarús - Domini del Canadà - República de Xile - República de la Xina * - República de Colòmbia - República de Costa Rica - República de Cuba - República txecoslovaca - Regne de Dinamarca - República Dominicana - República de l'Equador - Regne d'Egipte | - República d'El Salvador - Imperi etíop - República francesa* - Regne de Grècia - República de Guatemala - República d'Haití - República d'Hondures - Imperi indi - Regne Imperial de l'Iran - Regne de l'Iraq - República libanesa - República de Libèria - Gran Ducat de Luxemburg - Estats Units mexicans - Regne dels Països Baixos - Domini de Nova Zelanda - República de Nicaragua | - Regne de Noruega - República de Panamà - República del Paraguai - República del Perú - Mancomunitat de les Filipines - República de Polònia - Regne d'Aràbia Saudita - Unió Sud-africana - República de Síria - República de Turquia - República Socialista Soviètica d'Ucraïna - Unió de Repúbliques Socialistes Soviètiques* - Regne Unit de Gran Bretanya i Irlanda del Nord * - Estats Units d'Amèrica * - República Oriental de l'Uruguai - Estats Units de Veneçuela - Iugoslàvia Federal Democràtica |

### Guerra Freda
Tot i l'èxit de la creació de les Nacions Unides, l'aliança de la Unió Soviètica amb els Estats Units i amb el Regne Unit es va trencar i va evolucionar cap a la Guerra Freda, que va tenir lloc durant el mig segle següent.

## Taula resum
| País                 | Declaració de les Nacions Unides | Declarà la guerra a l'Eix | Conferència de San Francisco |
| -------------------- | -------------------------------- | ------------------------- | ---------------------------- |
| Aràbia Saudita       | 1945                             | 1945                      | Yes                          |
| Argentina            | No                               | 1945                      | Yes                          |
| Austràlia            | 1942                             | 1939/40/42                | Yes                          |
| Bèlgica              | 1942                             | 1941                      | Yes                          |
| Bolívia              | 1943                             | 1943                      | Yes                          |
| Brasil               | 1943                             | 1942                      | Yes                          |
| Cambodja             | No                               |                           | Yes                          |
| Canadà               | 1942                             | 1939/40/41                | Yes                          |
| Ceilan               | No                               |                           | Yes                          |
| Colòmbia             | 1943                             | 1943                      | Yes                          |
| Costa Rica           | 1942                             | 1941                      | Yes                          |
| Cuba                 | 1942                             | 1941                      | Yes                          |
| República Dominicana | 1942                             | 1941                      | Yes                          |
| Equador              | 1945                             | 1945                      | Yes                          |
| Egipte               | 1945                             | 1945                      | Yes                          |
| El Salvador          | 1942                             | 1941                      | Yes                          |
| Estats Units         | 1942                             | 1941/42                   | Yes                          |
| Etiòpia              | 1942                             | 1942                      | Yes                          |
| Filipines            | 1942                             | 1941                      | Yes                          |
| França               | 1944                             | 1939/40/41/44             | Yes                          |
| Grècia               | 1942                             |                           | Yes                          |
| Guatemala            | 1942                             | 1941                      | Yes                          |
| Haití                | 1942                             | 1941                      | Yes                          |
| Honduras             | 1942                             | 1941                      | Yes                          |
| Índia                | 1942                             | 1939                      | Yes                          |
| Indonesia            | No                               |                           | Yes                          |
| Iran                 | 1943                             | 1943                      | Yes                          |
| Iraq                 | 1943                             |                           | Yes                          |
| Iugoslàvia           | 1942                             |                           | Yes                          |
| Laos                 | No                               |                           | Yes                          |
| Líban                | 1945                             | 1945                      | Yes                          |
| Libèria              | 1944                             | 1943                      | Yes                          |
| Luxembourg           | 1942                             |                           | Yes                          |
| Mèxic                | 1942                             | 1942                      | Yes                          |
| Nicaragua            | 1942                             | 1941                      | Yes                          |
| Noruega              | 1942                             |                           | Yes                          |
| Nova Zelanda         | 1942                             | 1939/40/42                | Yes                          |
| Països Baixos        | 1942                             |                           | Yes                          |
| Panamà               | 1942                             | 1941                      | Yes                          |
| Paraguai             | 1945                             | 1945                      | Yes                          |
| Perú                 | 1945                             | 1942                      | Yes                          |
| Polònia              | 1942                             | 1941                      | No                           |
| Regne Unit           | 1942                             | 1939/41/42                | Yes                          |
| Síria                | 1945                             | 1945                      | Yes                          |
| Sud-àfrica           | 1942                             | 1939/40/41/42             | Yes                          |
| Txecoslovàquia       | 1942                             | 1941                      | Yes                          |
| Turquia              | 1945                             | 1945                      | Yes                          |
| Unió Soviètica       | 1942                             |                           | Yes                          |
| Uruguai              | 1945                             | 1945                      | Yes                          |
| Veneçuela            | 1945                             | 1945                      | Yes                          |
| Vietnam              | No                               | 1941                      | Yes                          |
| Xile                 | 1945                             | 1943/45                   | Yes                          |
| Xina                 | 1942                             | 1941                      | Yes                          |

## Cronologia de les nacions aliades entrant a la guerra

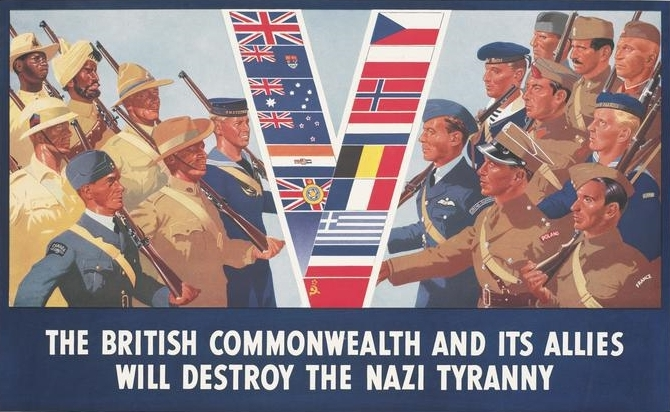
Pòster britànic de 1941, promovent la major aliança contra Alemanya

### 1939
- Polònia: 1 de setembre de 1939[112]
- Regne Unit: 3 de setembre de 1939[113]
- Austràlia: 3 de setembre de 1939[114][115]
- Nova Zelanda: 3 de setembre de 1939[114][116]
- Índia: 3 de setembre de 1939[114][117]
- França: 3 de setembre de 1939[113] — El 20 de juny de 1940, la França de Vichy sota el Mariscal Pétain formalment capitulà davant Alemanya i esdevingué neutral. Aquesta capitulació va ser denunciada pel general de Gaulle, qui establí el govern a l'exili de la França Lliure, continuant la lluita contra Alemanya. Li seguí el Govern Provisional de la República Francesa, que va ser oficialment reconegut pels altres aliats com el govern legítim de frança el 23 d'octubre de 1944.[118] La rendició de 1940 de Pétain va ser legalment anulada, de manera que França és considerada com un aliat durant tota la guerra.[119]
- Terranova: 4 de setembre de 1939
- Nepal: 4 de setembre de 1939[120]
- Sud-àfrica: 6 de setembre de 1939[93]
- Canadà: 10 de setembre de 1939[93]
- Txecoslovàquia: 2 d'octubre de 1939

### 1940
- Noruega: 8 d'abril de 1940[93]— Invasió alemanya d'un país neutral sense declaració de guerra. Els aliats donaren suport a Noruega durant la campanya de Noruega. Noruega no s'uní oficialment als Aliats fins a més tard.[80][121]
- Dinamarca: 9 d'abril de 1940 - Invasió alemanya sense declaració de guerra
- Bèlgica: 10 de maig de 1940
- Luxemburg: 10 de maig de 1940
- Països Baixos: 10 de maig de 1940
- Grècia: 28 d'octubre de 1940

### 1941
- Iugoslàvia: 6 d'abril de 1941 (Iugoslàvia signà el Pacte Tripartit, esdevenint un membre nominal de l'Eix el 25 de març; però va ser atacada per aquests el 6 d'abril de 1941.[122]
- Unió Soviètica: 22 de juny de 1941
- Tannú Tuva: 25 de juny de 1941
- República Popular de Mongòlia: 9 d'agost de 1941
- Panamà: 7 de desembre de 1941
- Estats Units: 8 de desembre de 1941[93][123]
- Filipines: 8 de desembre de 1941[124]
- Costa Rica: 8 de desembre de 1941[93]
- República Dominicana: 8 de desembre de 1941[93]
- El Salvador: 8 de desembre de 1941[93]
- Haití: 8 de desembre de 1941[93]
- Hondures: 8 de desembre de 1941[93]
- Nicaragua:8 de desembre de 1941[93]
- Guatemala: 9 de desembre de 1941[93]
- Cuba: 9 de desembre de 1941[93]
- República de la Xina: 9 de desembre de 1941 (en guerra contra Japó des de 1937)

Governs provisionals o governs a l'exili que van declarar la guerra a l'Eix el 1941:
- Vietnam (Viet Minh): 7 de desembre de 1941
- Govern provisional de la República de Corea: 10 de desembre de 1941[125]
- Txecoslovàquia: 16 de desembre de 1941[93][126]

### 1942
- Perú: febrer de 1942
- Mèxic: 22 de maig de 1942
- Brasil: 22 d'agost de 1942[93]
- Etiòpia: 14 de desembre de 1942[93]

### 1943
- Iraq: 17 de gener de 1943 (ocupada pels aliats a 1941)[93]—anteriorment membre de l'Eix
- Bolívia: 7 d'abril de 1943
- Iran: 9 de setembre de 1943 (ocupada pels aliats a 1941)
- Itàlia: 10 d'octubre de 1943[93]—anteriorment membre de l'Eix
- Colòmbia: 26 de novembre de 1943

### 1944
- Libèria: 27 de gener de 1944[93]
- Romania: 23 d'agost de 1944 (anteriorment membre de l'Eix)[93]
- Bulgària: 8 de setembre de 1944 (anteriorment membre de l'Eix)[93]
- San Marino: 21 de setembre de 1944
- Albània: 26 d'octubre de 1944 (anteriorment ocupada per Itàlia)

### 1945
- Hongria: 20 gener de 1945 (anteriorment membre de l'Eix)
- Equador: 2 de febrer de 1945
- Paraguai: 7 de febrer de 1945[93]
- Perú: 12 de febrer de 1945
- Uruguai: 15 de febrer de 1945
- Veneçuela: 15 de febrer de 1945
- Turquia: 23 de febrer de 1945[93]
- Egipte: 26 de febrer de 1945[93]
- Síria: 26 de febrer de 1945[93]
- Líban: 27 de febrer de 1945[93]
- Aràbia Saudita: 1 de març de 1945[93]
- Finlàndia: 3 de març de 1945[93]—anteriorment cobel·ligerant amb Alemanya a la guerra de continuació. El 3 de març de 1945, Finlàndia retroactivament declarà la guerra a Alemanya amb data del 15 de setembre de 1944.
- Argentina: 27 de març de 1945[127]
- Xile: 11 d'abril de 1945[93]

## Mida aproximada dels exèrcits
- Unió Soviètica: 20.000.000
- Estats Units d'Amèrica: 16,400,000
- Regne Unit: 4,700,000
- Xina nacionalista: 4.400.000
- França: 2.500.000
- Índia: 2.400.000
- Polònia: 1.950.000
- Xina comunista: 1.200.000
- Iugoslàvia: 850.000
- Bèlgica: 800.000
- Canadà: 780.000
- Austràlia: 680.000
- Països baixos: 500.000